# 柏林
柏林邦（德語： [bɛʁˈliːn] ⓘ），通称柏林，德國首都及最大城市，德国三个城市邦之一；位于德国东北柏林/勃兰登堡大都市区中心部，四面被勃兰登堡州环绕，占地891.85 平方公里，市區內人口约360餘万人，是欧盟人口最多的城市。柏林市都會區人口超過460萬，是德國人口最多的城市地區。柏林/勃蘭登堡大都市區擁有約620萬居民，是繼萊茵-魯爾區之後德國第二大都會區，也是歐盟GDP第五大的都會區。
柏林建在施普雷河的河岸邊，施普雷河在西部的施潘道區流入哈弗尔河。市內的西部和東南部行政區內有多座湖泊，其中最大的是米格爾湖。約三分之一面積的市區由森林、公園和花園、河流、運河和湖泊所組成。
柏林最早記錄出現在13世紀，是兩條重要的歷史貿易路線的交匯處。曾被指定為布蘭登堡侯國（1417年-1701年）、普魯士王國（1701年-1918年）、德意志帝國（1871年-1918年） 威瑪共和國（1919年-1933年）和納粹德國（1933年-1945年）的首都。在啟蒙時代、新古典主義以及 1848年—1849年德意志革命時期，柏林作為科學、藝術和哲學的中心。在19世紀奠基時代，工業化引發的經濟繁榮造就柏林人口的快速成長。 柏林的黃金1920年代，柏林成為世界人口第三大的城市。第二次世界大戰後，柏林被佔領，柏林被分為西柏林和東柏林。東德政府於1961年建柏林圍牆環繞西柏林的全邊境，阻止東德居民進入。東柏林被宣佈為東德首都，而波昂成為西德首都。在1990年兩德統一後，柏林再次成為全德國的首都，柏林因其地理位置和歷史而被稱為“歐洲之心”。
柏林是一世界性的文化、政治、媒體和科學之都。其經濟以高科技和服務業為基礎，涵蓋多種創意產業、新創公司、研究機構和媒體公司。柏林是歐洲大陸的航空和鐵路交通樞紐，擁有複雜的公共交通網絡。柏林的旅遊業使本地成為全球熱門的旅遊目的地。重要產業包括資訊科技、醫療保健產業、生物醫學工程、生物技術、汽車產業和電子產業。作为新兴产业创业聚集地，柏林就业人数自2010年以来一直保持着高速增长。
柏林擁有多所大學，例如柏林洪堡大學、柏林工業大學、柏林藝術大學和柏林自由大學。柏林動物園是歐洲遊客最多的動物園。巴貝斯柏格攝影棚是世界上第一個大型電影製片廠，許多電影都以柏林為背景。柏林有三個世界遺產：博物館島、波茨坦和柏林的宮殿和公園建築群以及柏林現代住宅群落。其他地標包括勃蘭登堡門、德國國會大廈、波茨坦廣場、歐洲被害猶太人紀念碑和柏林圍牆紀念館。柏林有許多博物館、畫廊和圖書館。
柏林每年举办多种多样的体育赛事，曾被联合国教科文组织2006授予“设计之都”称号，以其出色的音乐、建筑、节庆、美食与夜生活闻名于世，1988年西柏林被选为“欧洲文化之都”。

## 历史

### 词源
柏林位于德国东北部，曾是日耳曼斯拉夫人的定居地，故而许多地名具有斯拉夫语源。柏林这一名称来自西斯拉夫语支古波拉布语单词“birlin”或“berlin”，该词由“berl-”或“birl-”词根（意为“沼泽”）与表示地名的后缀“-in”组成。
柏林12个区中，潘科、施泰格利茨-采伦多夫、马尔灿-黑勒斯多夫、滕珀尔霍夫-舍讷贝格和施潘道5个区名具有斯拉夫语源；96个分区中有22个分区名具有斯拉夫语源，分别是：旧格利尼克、旧特雷普托、布里茨、布赫、布科、加托、卡罗、克拉多、克珀尼克、兰克维茨、吕巴斯、马尔肖、马尔灿、潘科、普伦茨劳尔贝格、鲁多、施默克维茨、施潘道、施塔特兰德西德隆马尔肖、施泰格利茨、泰格尔与采伦多夫。

### 史前时代
约公元前60,000年，现代柏林地区便已有早期人类定居。考古发掘出的一件属于马格勒莫西亚文化的鹿面面具可以追溯至公元前9,000年左右。到公元前2,000年左右，施普雷河与哈弗爾河沿岸地区出现了密集的人类定居店，形成了卢萨梯文化。约公元前500年，日耳曼部落开始在今柏林较高地势的区域定居。7世纪，斯拉夫部落迁入该地。

### 勃兰登堡侯国时期（12-17世纪）
12世纪前半叶，斯潘道、科佩尼克、克尔恩与施普雷河东北岸的旧柏林依次初现于文献记载中；在米特发掘出的1270至1290年间的房屋基础遗址亦为中世纪早期柏林地区有人定居提供了证据；同世纪，今柏林地区被纳入勃兰登堡侯国统治范围，1280年在柏林召开了首次可追溯的勃兰登堡地方议会，这表明柏林在当时已经占据较为重要的地位；1326年，柏林地区在勃兰登堡袭击期间遭到立陶宛人异教徒袭击；1375年编纂的《查理四世土地登记册》中，柏林与施滕达尔、普伦茨劳、法兰克福（时称奥得，Oder）位列税收额最高的城市，进一步证明了柏林在当时经济政治上的领先地位。1307年，克尔恩与旧柏林结为城市联盟，虽然内部行政彼此独立，但在对外政策上保持统一，共建共用同一市政厅；两城依靠帝国之路（拉丁語：Via Imperii）与布鲁日至诺夫哥罗德间的这两条贸易路线政治经济往来不断加深。14世纪末，柏林受黑死病流行影响，人口大幅减少。
柏林在12世纪至14世纪先后经历了阿斯坎尼家族（1157年–1320年）、维特尔斯巴赫家族（1323年–1373年）与卢森堡家族（1373年–1415年）的统治。1415年，罗马人的国王卢森堡的西吉斯蒙德为感激救命之恩，将自家世袭领地勃兰登堡赐予霍亨索伦家族的腓特烈一世，并授予其选帝侯爵位。自此霍亨索伦家族开启对柏林地区的统治直至1918年德国十一月革命。1448年，柏林市民因不满选帝侯腓特烈二世建造新宫殿而起义，但最终失败，冲突过程中宫殿地基遭洪水淹没，冲突后达成的妥协对柏林自治权造成极大侵害，并在整个神圣罗马帝国境内掀起了王侯反对城市自由的浪潮。1486年，选帝侯约翰·西塞罗宣布柏林为布兰登堡侯国的主要宫殿城市，柏林被确定为主要的政治中心；1518年，自1360年左右起便作为汉萨同盟一员的城市联盟克尔恩-柏林失去城市地位，被迫退出同盟。1537年，柏林最早的城市景观视图出现在《奥托·海因里希选侯旅行相册》中。

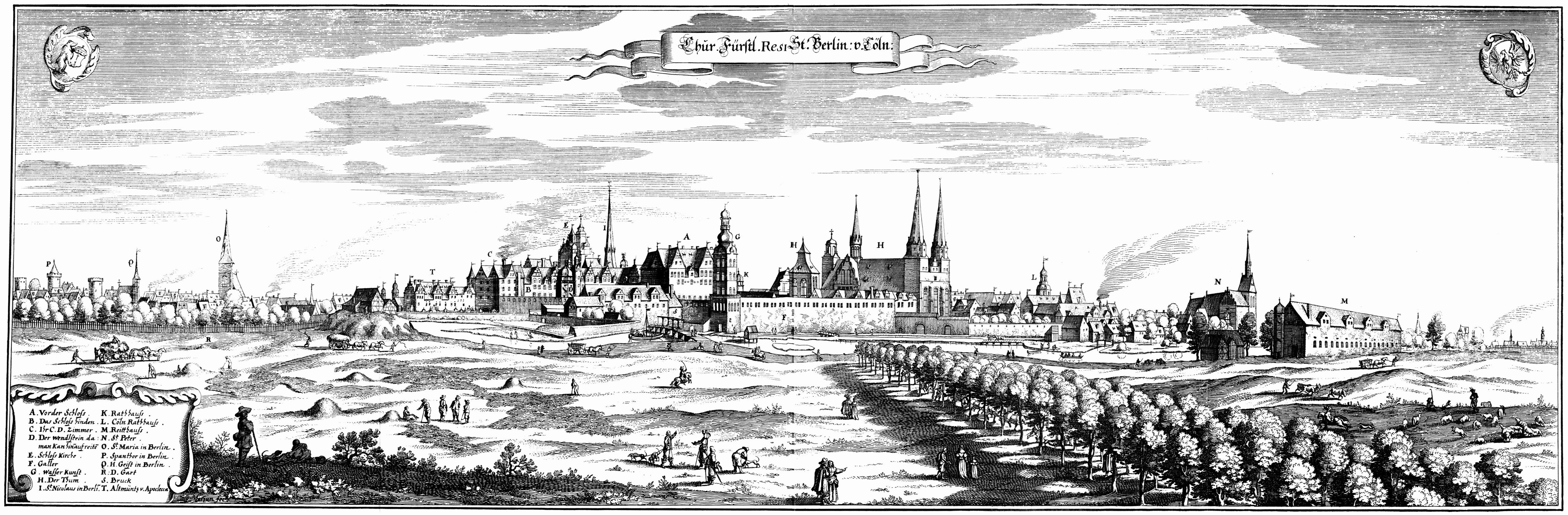
1645年马特乌斯·梅里安制作的柏林市景铜版画

1539年，在选侯約阿希姆二世主导下，柏林与克尔恩成功和平引入宗教改革，使得柏林成为信仰路德宗的城市。1618年，三十年战争爆发，这场战争最终造成柏林约三分之一的建筑被毁与人口减半。1640年，选侯腓特烈·威廉继承侯位，他在柏林发展中起到重要作用：1641年起他主持兴建包括弗里德里希韦尔德、多萝西恩、弗里德里希在内的新城区；腓特烈·威廉推行了宽容的移民政策与宗教政策，促进了柏林的多元化发展：1671年，来自奥地利的50个犹太家庭获准定居柏林；1685年，他颁布《波茨坦敕令》，允许受法兰西王国《枫丹白露敕令》迫害影响的胡格诺派信徒到勃兰登堡生活，其中约15,000人来到柏林，6,000人左右定居于此。截至1700年，柏林约有五分之一的人口是法国人，他们的文化影响至今在柏林社会中占据重要地位；除此之外，柏林还吸收了来自波西米亚（今捷克）、波兰和萨尔茨堡的社群。
1658年至1683年，柏林与科尔恩联合建成了13座防御堡垒，使柏林-科尔恩成为一座坚固的军事要塞。这个防御体系是对当时欧洲战局的一种必要应对，旨在保护柏林免受外来侵略。

### 普鲁士王国与德意志帝国时期（18-20世纪初）

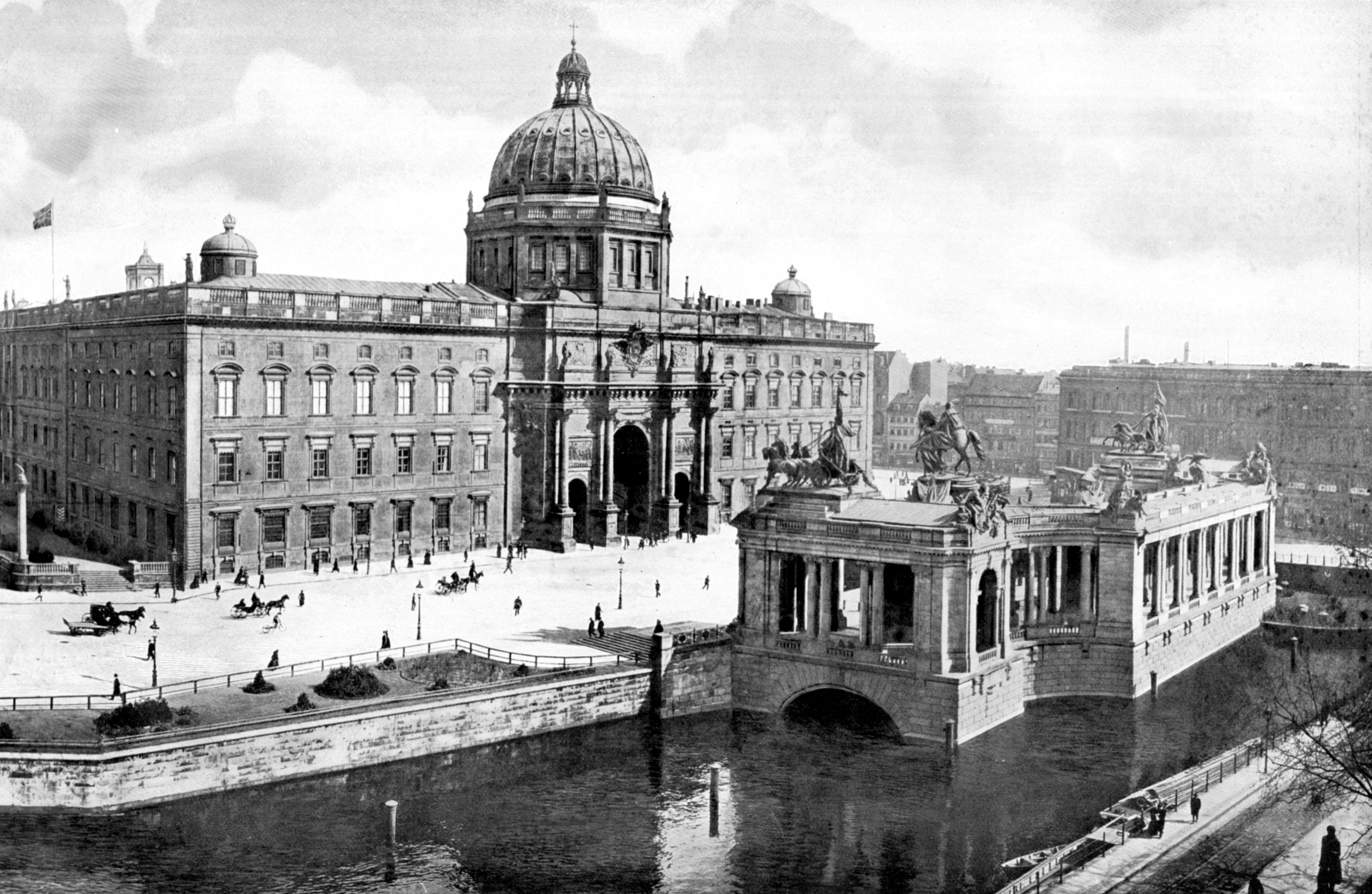
1900年的柏林宮。柏林宫自1701年起成为普鲁士王国国王主要住所，1871年起成为德意志皇帝住所。

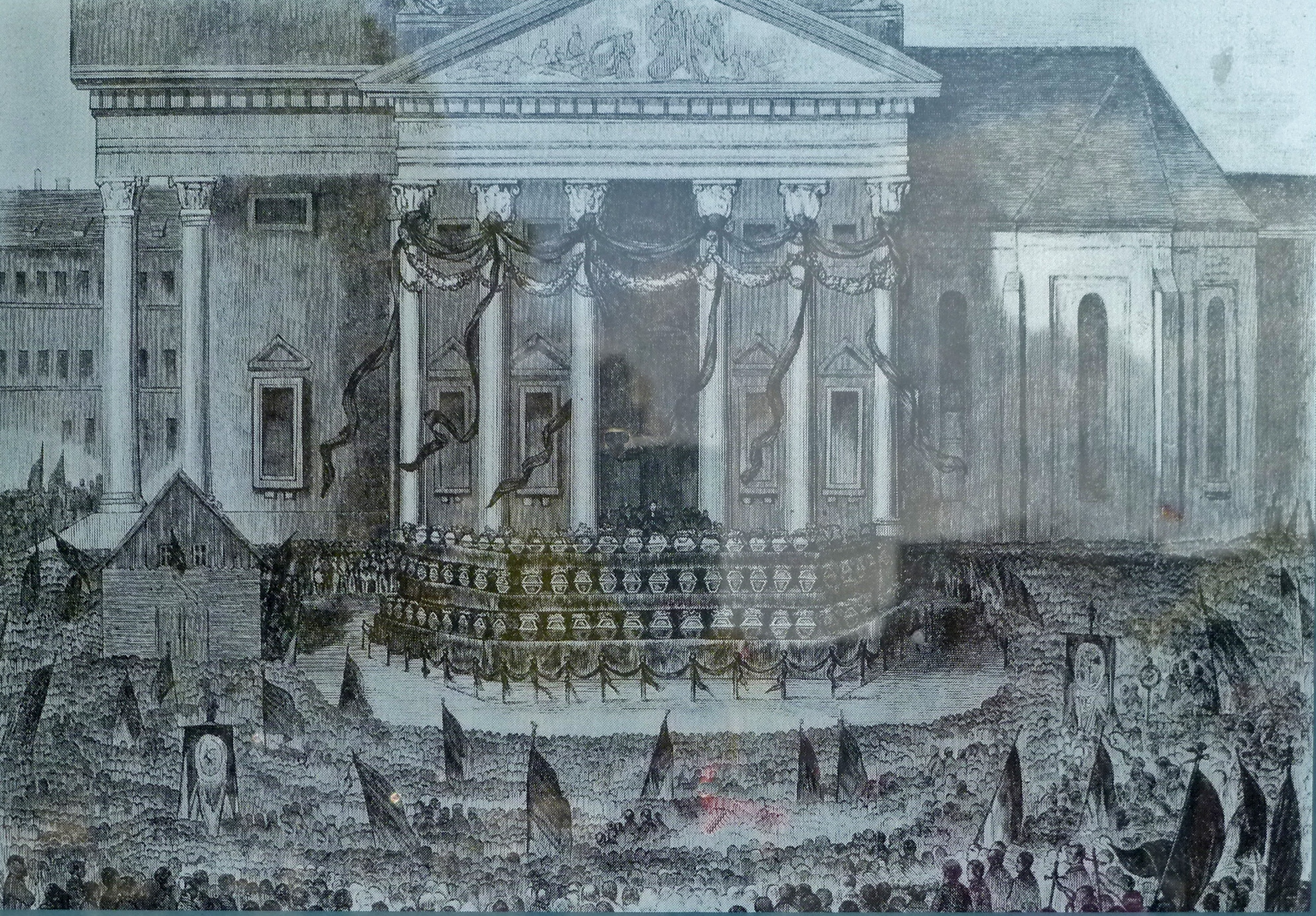
1848年三月革命期间，柏林民众聚集在御林广场，向示威遇难的254人致敬。

1701年，选侯腓特烈一世加冕为普鲁士国王，标志着柏林正式成为普鲁士王国首都。1709年，《王室宫廷法令》（德語：Edikt zur Bildung der Königlichen Residenz Berlin）颁布，柏林、克尔恩、弗里德里希韦尔德、多萝西恩、弗里德里希合并为一个城市，当时该行政区居民达到55,000人，此后柏林进一步扩张，成为普鲁士的政治文化中心。1800年前后，柏林成为全德文化中心之一，涌现出丰富的城市资产阶级文化柏林古典主义（德語：Berliner Klassik），柏林在宗教方面的宽松政策使其成为欧洲启蒙运动的重要据点，吸引了大量知识分子与思想家在此聚集。
1806年，拿破仑在耶拿-奥尔施泰特战役中大破普鲁士陆军，迅速占领普鲁士。国王腓特烈·威廉三世撤离柏林前往柯尼斯堡，许多富裕阶层与政府官员家庭离开柏林，柏林成为法军驻地。1808年，海因里希·弗里德里希·卡尔·冯·施泰因主持普魯士改革運動，柏林通过新的城市条例，建立了首届自由选举的城市议会；同年，法军从柏林撤军，但根据1807年签订的《蒂尔西特条约》，普鲁士仍为法国卫星国，柏林仍作为法国附庸受其控制。
1808年，腓特烈·威廉三世返回柏林，继续推动改革举措，柏林工业化进程如火如荼，孕育出西门子、博尔西格与AEG等公司，城市边界不断扩展。市外开设的新工厂吸引了众多来自东普鲁士的移民，推动柏林人口迅速增长。与此同时，柏林工人运动也开始蓬勃发展。1848年，德意志邦联爆发三月革命，国王腓特烈·威廉四世做出了一定妥协；1850年，新柏林宪法与市政法规通过，废除了原来新闻自由与集会自由的条款，引入三级选举制，严格限制市议员的权力，警察局长权力却大大加强。
1861年，莫阿比特、威丁与一些郊区合并；自1862年起，霍布雷希特计划颁行，柏林进一步扩张，22米屋檐的住宅街区成为柏林特色。人口增长、地产投机与贫富差距也加剧了公寓楼生活环境的恶化。
1871年1月18日，首相奥托·冯·俾斯麦通过小德意志方案促成了民族国家德意志国的统一，柏林由此成为德意志帝国首都直至1945年第二次世界大战结束。自此德国进入奠基時代，崛起为世界强国，柏林也发展为国际都市。1877年，柏林人口突破100万，1905年突破200万。1914年，第一次世界大战爆发，德国于四年后战败，德皇威廉二世再未回到柏林。

### 魏玛共和国时期（1918-1933）

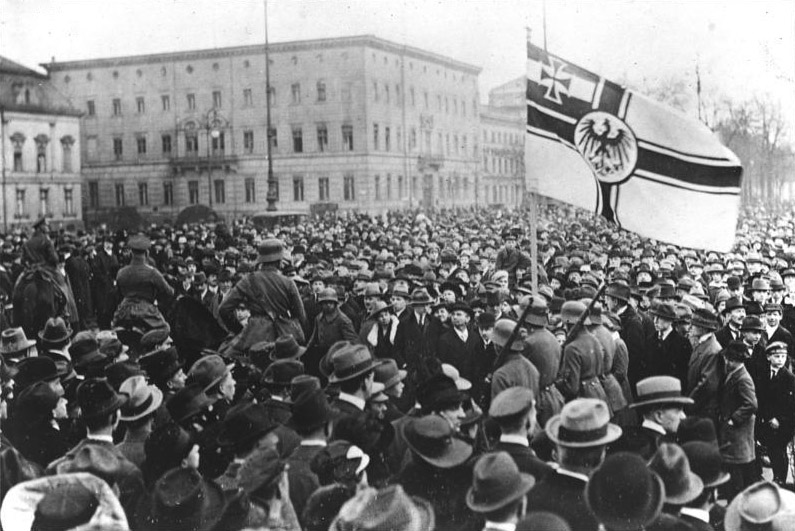
1920年1月，卡普政变部队进入柏林。

一战结束后的1918年11月3日，十一月革命爆发，同月9日魏玛共和国在柏林宣告成立。十一月革命结束后的几个月，政府领导的自由军团和革命工人间仍不时发生冲突：1919年初，柏林爆发斯巴达克同盟起义，在3月柏林工人总罢工过程中，政府使用包括野战炮、迫击炮在内的军械对付民众，3月3日至16日，仅利希滕贝格便有12,000人死亡。

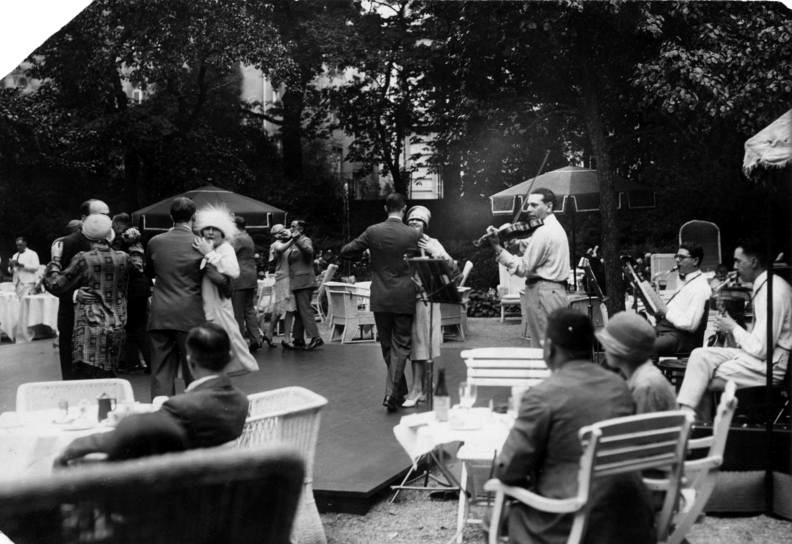
1926年柏林海滨大道酒店花园中的茶舞会。

1920年1月13日，德国独立社会民主党因反对《工会法》，在法案二读期间于國會大廈门前组织示威，示威人群遭到当局屠杀；两个月后，由于魏玛政府签署《凡尔赛条约》需履约解散自由军团，威瑪國防軍司令瓦尔特·冯·吕特维茨发动卡普政變，唆使民族主义者沃尔夫冈·卡普担任政变首脑，魏玛政府迁往斯图加特策动工人大罢工反对政变，国家几近瘫痪，政变旋即失败。
1920年下半年，《大柏林法》通过，柏林进行了有史以来最大规模的合并扩张，扩建后的柏林人口约为400万，是20世纪欧陆最大城市，也是继伦敦、纽约之后的世界第三大城市。随后几年里，柏林经历了艺术、文化、科学和技术的黄金时代，随着工业郊区并入城市，柏林亦跻身为欧洲最大的工业城市。二十年代的繁荣持续到1929年大萧条戛然而止。

### 纳粹德国时期（1933-1945）

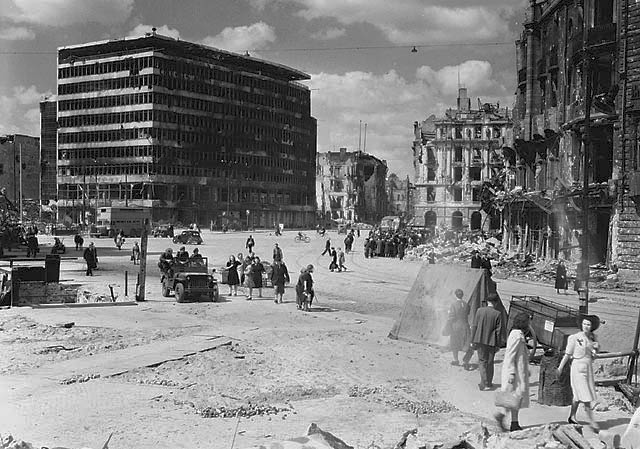
1945年的波茨坦广场

1933年1月，阿道夫·希特勒宣誓成为德国总理，纳粹党掌权德国，柏林成为纳粹德国首都。希特勒与阿尔贝特·施佩尔曾制定世界之都日耳曼尼亚计划，但在第二次世界大战爆发后搁置，仅完成六月十七日大街与胜利纪念柱等项目，尤在1945年德国战败后化为泡影。
纳粹政权摧毁了柏林的犹太人社区。1933年前柏林约有16万犹太人，但在1938年11月大屠杀后，数千名柏林犹太人被驱逐至附近的萨克森豪森集中营。1941年起，仍居住在柏林的66,000名犹太人中约有50,000人被驱逐到罗兹、明斯克、考纳斯、里加、皮亚斯基及特雷西恩施塔特隔都的贫民窟和劳工营。众多犹太人在极端恶劣的生活条件中惨死，其他人后来则被驱逐至奥斯维辛等集中营。
1940年8月25日，柏林首次遭到英国空军的轰炸。1943年起，盟军的袭击大幅增加，摧毁了柏林大部分地区。1945年柏林战役后的柏林满目疮痍，几乎一半的建筑物被毁，226座桥梁中仅余98座。

### 东西德分裂时期（1945-1991）

1945年至1950年间的四国分区占领边界

1945年5月8日，苏联红军占领柏林，德国无条件投降。柏林于同年7月根据1944年《伦敦议定书》被划分为美、英、法、苏四个占领区。尽管雅尔塔会议与波茨坦会议上都没有划定东、西柏林的具体边界，各方利益权衡之下，东西划分的格局在1945年至1946年确立下来。5月19日，驻德苏联军事管理委员会成立了柏林市政府，市政府由1名无党籍市长、4名副市长与16名市议员组成。但柏林的总体行政管理仍然由四个主要战胜国共同负责，苏联扶持的市政府曾尝试将一些战前不再使用的街道名称修改至新的城市地图上，但进展十分有限。

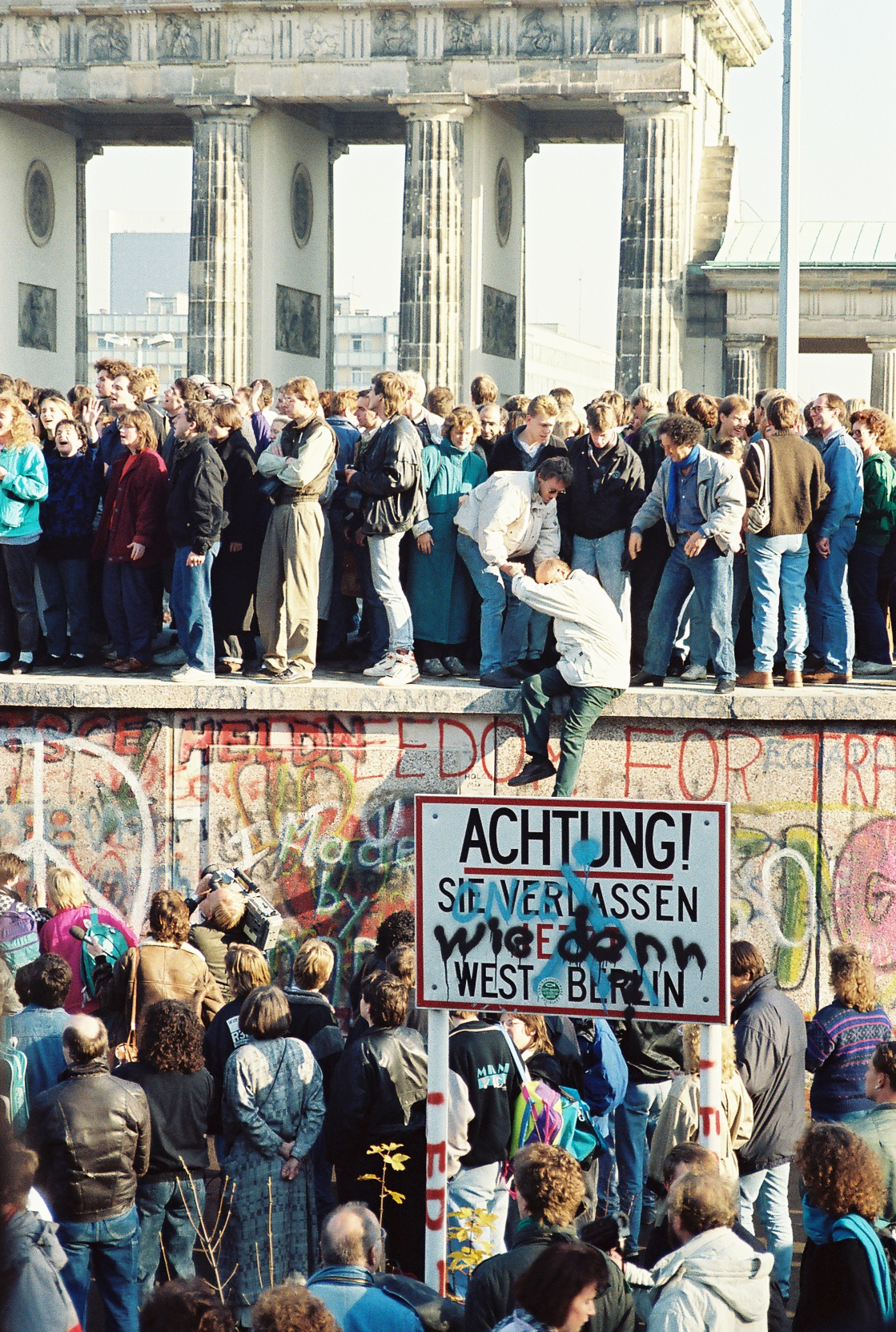
1989年11月，柏林墙倒塌

此后，西方国家与苏联的政治分歧不断扩大。1948年2月至6月，美国、英国、法国、比利时、荷兰、卢森堡六国外长在伦敦召开会议，提出美英法占区共同协调经济政策与管制对外贸易，并最终共同制宪成立西德国家，以西德为中心复兴欧洲。6月18日，美英法三国自6月21日起西占区实行单方面的新货币改革，发行B记号马克。苏方于6月22日实行货币改革，发行D记号马克，并在6月24日全面切断西占区与柏林的水陆交通及货运，只保留从西德往柏林三条空中走廊通道，此即第一次柏林危机，推动美苏冷战走向第一次高潮。西方阵营通过柏林空运（德語：Berliner Luftbrücke）化解了此次危机。
1949年，西方阵营支持的德意志联邦共和国与苏联支持的德意志民主共和国分别成立，西德定都波恩，东德则宣布柏林为首都，西柏林成为事实上的西德飞地，东德所属范围则限于苏占区东柏林。随着冷战不断加剧，1958年苏联单方面向英美法三国发出照会，要求六个月内撤出其在西柏林的驻军，史称第二次柏林危机，但苏联最终妥协；然而1961年苏共总书记赫鲁晓夫发出最后通牒，再度要求西方阵营武装部队撤离柏林，在六个月内将与西柏林连接的所有要道控制权移交东德，引发第三次柏林危机，最终导致东德于同年8月13日竖起柏林墙，双方出动坦克进行军事对峙，至此东西柏林完全分隔开来。1963年6月，美国总统约翰·肯尼迪访问西柏林，发表演讲《我是柏林人》表达支持，在西柏林引起积极反响。1972年，《柏林四强协定》生效，两德签署《两德基础条约》，柏林危机暂时得到缓和。1987年6月，美国总统罗纳德·里根于东西柏林交界处的勃兰登堡门演讲时，对苏共总书记米哈伊尔·戈尔巴乔夫发出“推倒這堵牆！”的号召。1989年，东德爆发和平革命非暴力示威，东德实行政治经济改革，恢复议会民主制与市场经济；同年11月9日，柏林墙倒塌。

### 两德统一至今
1990年9月，美英法苏与两德签署《最终解决德国问题条约》；同年10月3日，德意志民主共和国纳入《德意志联邦共和国基本法》范围，两德统一，柏林成为联邦首都；1994年，四国占领军全部撤出柏林。
1991年6月20日，德国联邦议院通过《首都决议》，决定柏林作为联邦政府及联邦议院驻地。1994年，贝勒维宫成为联邦总统官邸，联邦总统办公地则为贝勒维宫附近的聯邦總統府辦公廳，暱稱為「總統蛋」（Präsidenten-Ei），於1998年啟用。大部分聯邦部門及機構在1999年至2000年陸續從波恩遷往柏林。1999年，聯邦議院進駐修復完成的德國國會大廈。2001年，位於柏林「聯邦紐帶」建築群的新總理府大廈落成，其以64,413m²的樓板面積成為世界最大的政府總部建築，是美國總統官邸白宮的8倍大。

## 地理

### 地形地势

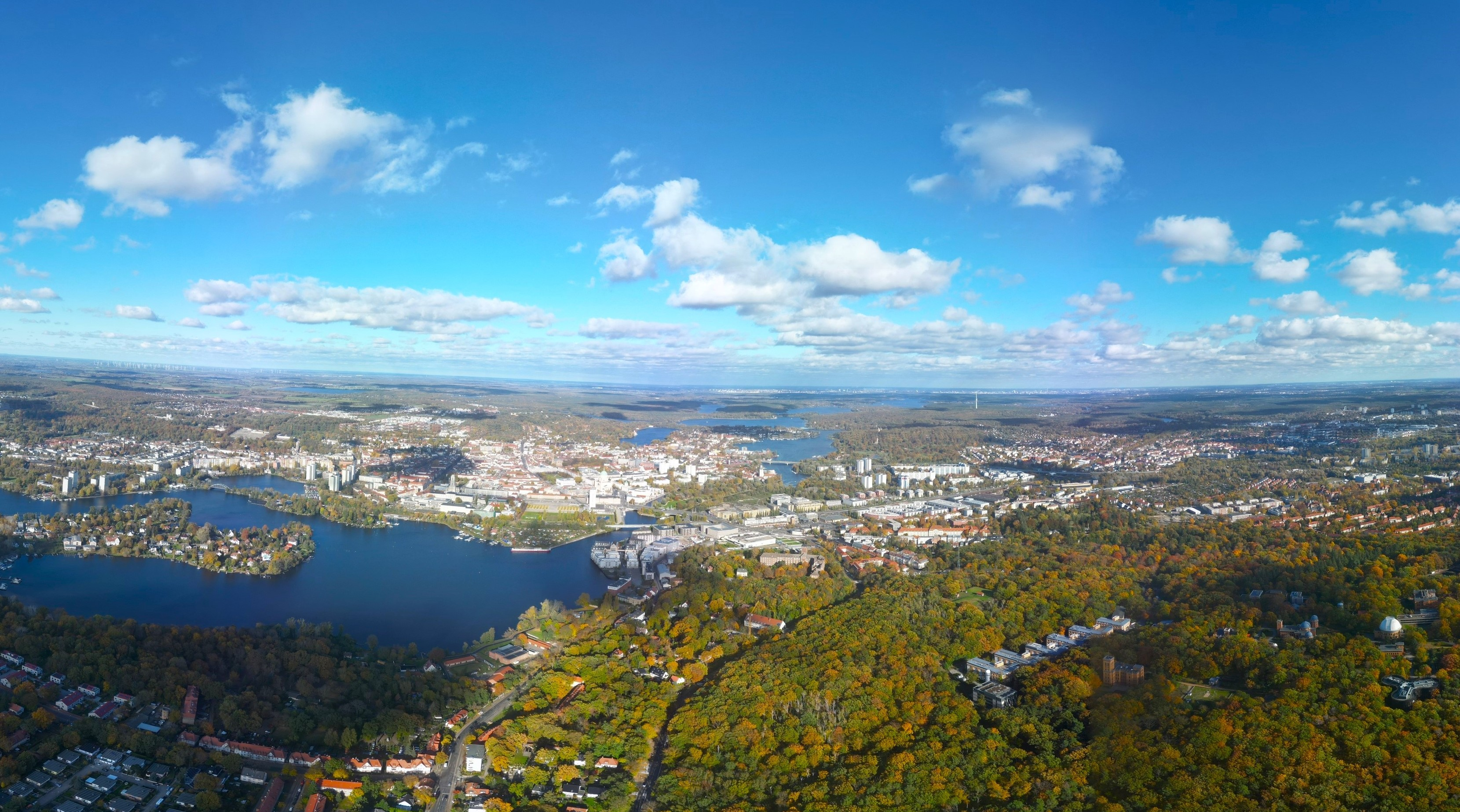
柏林的腹地被森林和大量湖泊所覆盖（哈弗尔河）

柏林位于德国东北部北德平原的施普雷河畔，距波兰边境约60公里，被勃兰登堡州环绕；气候温暖湿润，约三分之一的城市面积由森林、公园、花园、河流和湖泊组成；地势低洼平坦，地形多为沼泽林地

### 气候
按照柯本气候分类法，柏林是温带／湿润气候。來自北大西洋的暖湿气团使其冬季气候比较温暖。夏季则凉爽宜人，全年雨量分配較平均，冬季降水稍多。
柏林达雷姆（位于施特格利茨-策伦多夫区）的年平均温度是9.7°C（49.5°F），而年平均降水量为571毫米（22.5 英寸）。
| 柏林                        | 柏林         | 柏林          | 柏林        | 柏林        | 柏林        | 柏林        | 柏林         | 柏林        | 柏林        | 柏林        | 柏林        | 柏林         | 柏林          |
| 月份                        | 1月          | 2月           | 3月         | 4月         | 5月         | 6月         | 7月          | 8月         | 9月         | 10月        | 11月        | 12月         | 全年          |
| --------------------------- | ------------ | ------------- | ----------- | ----------- | ----------- | ----------- | ------------ | ----------- | ----------- | ----------- | ----------- | ------------ | ------------- |
| 历史最高温 °C（°F）         | 15.2 (59.4)  | 18.6 (65.5)   | 25.1 (77.2) | 30.9 (87.6) | 33.3 (91.9) | 36.1 (97.0) | 37.8 (100.0) | 37.7 (99.9) | 34.2 (93.6) | 27.5 (81.5) | 19.5 (67.1) | 15.7 (60.3)  | 37.8 (100.0)  |
| 平均高温 °C（°F）           | 2.9 (37.2)   | 4.2 (39.6)    | 8.5 (47.3)  | 13.2 (55.8) | 18.9 (66.0) | 21.6 (70.9) | 23.7 (74.7)  | 23.6 (74.5) | 18.8 (65.8) | 13.4 (56.1) | 7.1 (44.8)  | 4.4 (39.9)   | 13.4 (56.0)   |
| 日均气温 °C（°F）           | 0.5 (32.9)   | 1.4 (34.5)    | 4.9 (40.8)  | 8.7 (47.7)  | 14.0 (57.2) | 17.8 (64.0) | 19.3 (66.7)  | 18.9 (66.0) | 14.7 (58.5) | 9.9 (49.8)  | 4.7 (40.5)  | 2.0 (35.6)   | 9.7 (49.5)    |
| 平均低温 °C（°F）           | −1.9 (28.6)  | −1.5 (29.3)   | 1.3 (34.3)  | 4.2 (39.6)  | 9.0 (48.2)  | 12.3 (54.1) | 14.3 (57.7)  | 14.1 (57.4) | 10.6 (51.1) | 6.4 (43.5)  | 2.2 (36.0)  | −0.4 (31.3)  | 5.9 (42.6)    |
| 历史最低温 °C（°F）         | −21.0 (−5.8) | −26.0 (−14.8) | −16.5 (2.3) | −6.7 (19.9) | −2.9 (26.8) | 0.8 (33.4)  | 5.4 (41.7)   | 4.7 (40.5)  | −0.5 (31.1) | −9.6 (14.7) | −16.1 (3.0) | −20.2 (−4.4) | −26.0 (−14.8) |
| 平均降雨量 mm（）           | 42.3 (1.67)  | 33.3 (1.31)   | 40.5 (1.59) | 37.1 (1.46) | 53.8 (2.12) | 68.7 (2.70) | 55.5 (2.19)  | 58.2 (2.29) | 45.1 (1.78) | 37.3 (1.47) | 43.6 (1.72) | 55.3 (2.18)  | 570.7 (22.48) |
| 平均降雨天数（≥ 1.0 mm）    | 10.0         | 8.0           | 9.1         | 7.8         | 8.9         | 7.0         | 7.0          | 7.0         | 7.8         | 7.6         | 9.6         | 11.4         | 101.2         |
| 月均日照時數                | 46.5         | 73.5          | 120.9       | 159.0       | 220.1       | 222.0       | 217.0        | 210.8       | 156.0       | 111.6       | 51.0        | 37.2         | 1,625.6       |
| 来源：世界气象组织 (UN),HKO |              |               |             |             |             |             |              |             |             |             |             |              |               |

## 政治

### 首都职能
柏林的德意志联邦共和国首都地位于2006年载入基本法。柏林是国家元首聯邦總統与政府首脑总理办公地，总统府、总理府与参、众两院驻地。与多数国家最高司法机关一并设于首都不同，德国联邦最高法院与联邦宪法法院主要办公地位于卡尔斯鲁厄。
1991年两德统一后，德国议会通过决议，决定在2000年前将首都自波恩迁回柏林，此后柏林开展了大规模的重建工作。1994年，《柏林-波恩法案》颁布，正式确立柏林的首都与联邦政府驻地地位；伯恩被授予“联邦城市”（德語：Bundesstadt）的独特地位，得以保留部分联邦机关，其余大部政府机关则于1999年迁移完毕。2001年，联邦总理府完工，时任总理格哈德·施羅德入驻；2018年，德国聯邦情報局入驻柏林。
现任朔爾茨內閣的17个部委中有9个在柏林办公，包括外交部、聯邦經濟及氣候保護部、聯邦財政部、聯邦家庭事務、老年、婦女及青年部、联邦劳工和社会保障部、聯邦內政及國土部、聯邦司法部、聯邦數位及交通部、联邦住房、城市发展和建设部，其余部委在波恩办公，各部委皆在另一城市设有办事处。
截至2023年，共有158个国家或地区在柏林设有外交代表机构；德国16个联邦州亦皆在柏林设有代表处。

### 州政

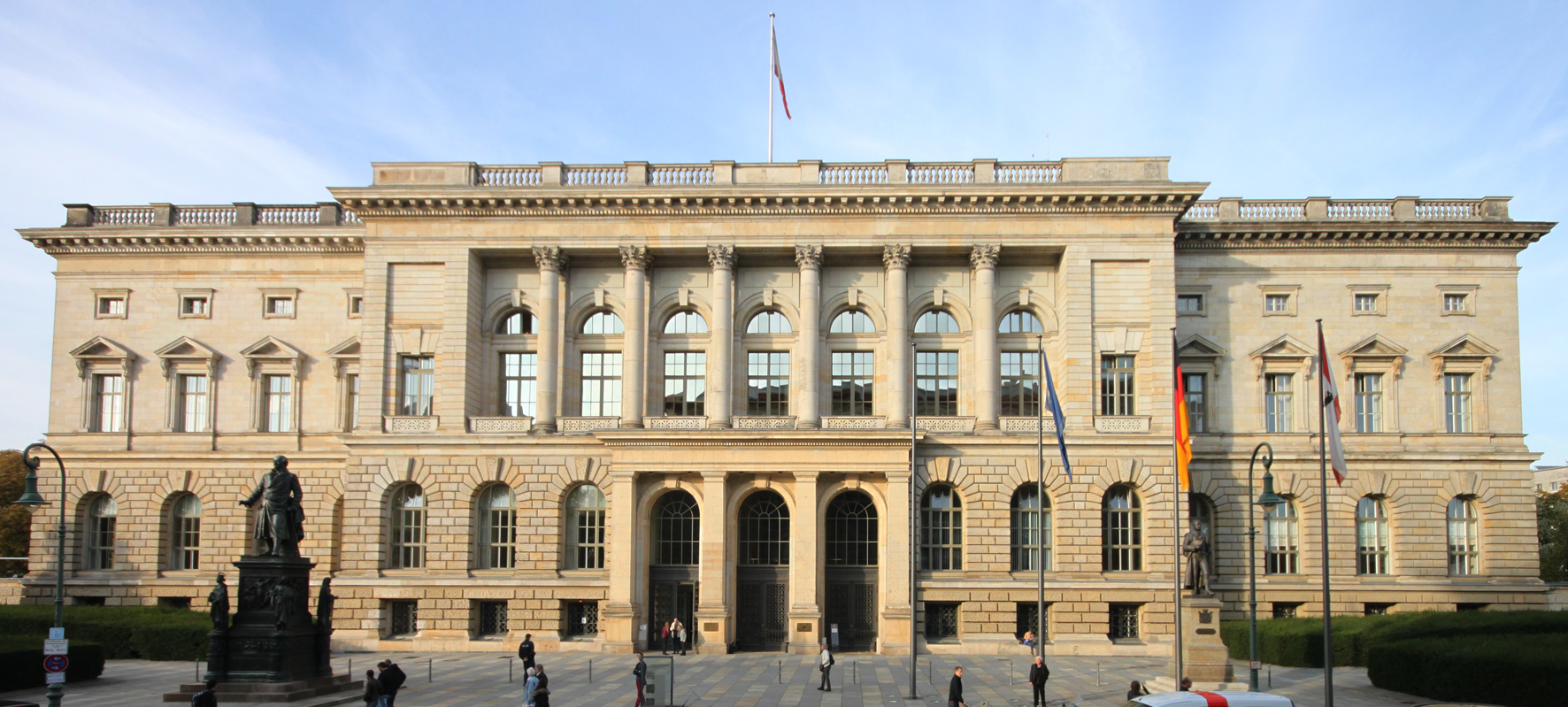
柏林市议会

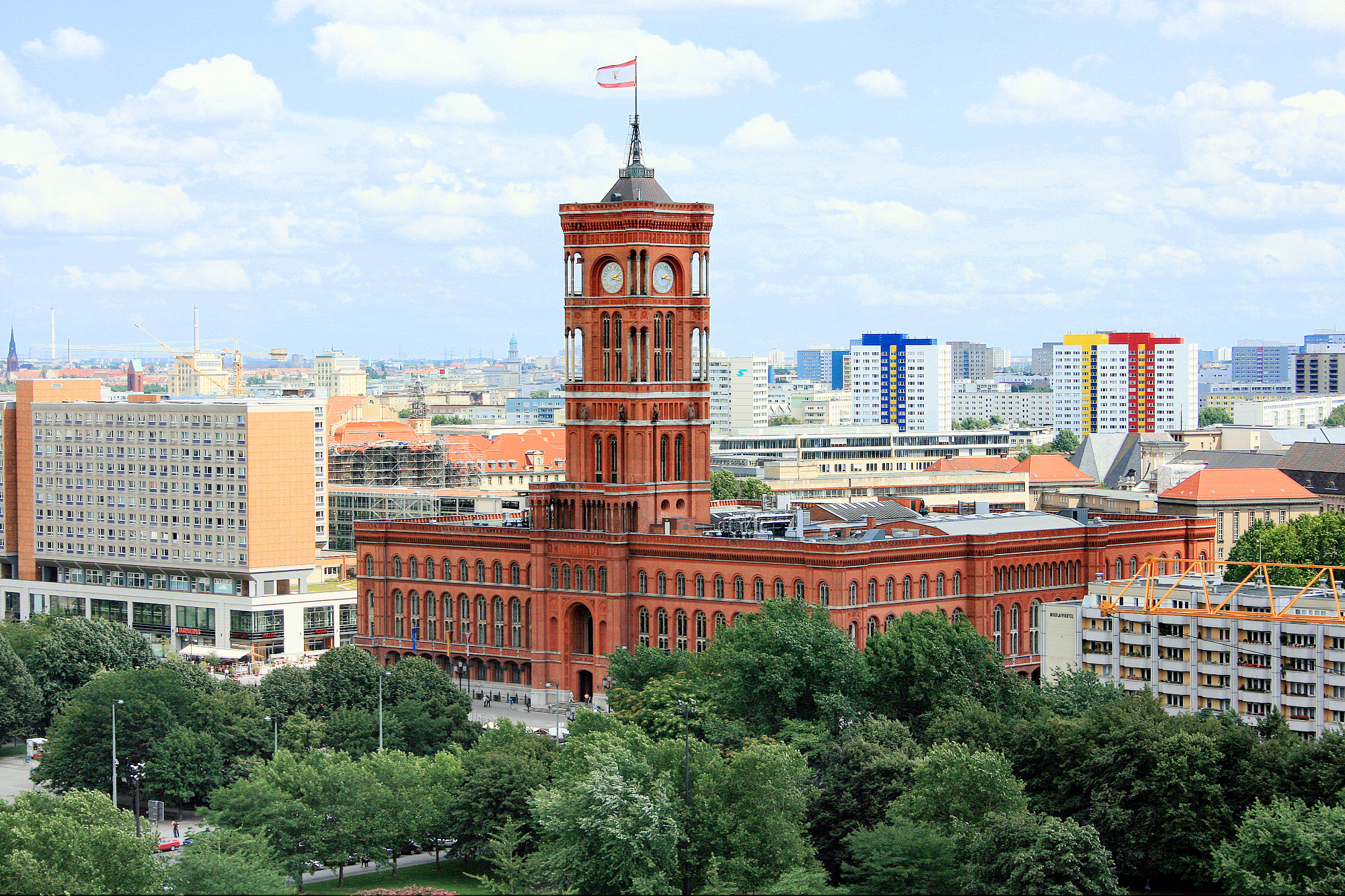
红色市政厅

柏林的立法机关为柏林市议会，采用一院制组织形式，共计159席，每届任期5年；每次选举选出至少130名議員，其中78名由單議席選區選出，52名由補償性比例代表制產生。每名選民可以投兩票，一票投給單議席選區的候選人，一票投給政黨名單。如果有政黨在地方選區獲得的席次超出其相對的得票率，市議會將會加入超額席次以確保各黨派的議席比例與得票比例相若。现任议会于2021年9月选出，议长为基民盟党籍政治家科妮莉亚·塞贝尔德（Cornelia Seibeld）；社民党占34席，绿党占34席，基民盟占52席，左翼党占21席，選擇黨占17席，莎拉·瓦根克內希特聯盟占1席。由于柏林是德国三个城市州之一，柏林市议会兼具市议会与州议会职权。
柏林市政府驻红色市政厅，由柏林市长带领其任命的10位部长（其中2位兼任副市长）管理市政。柏林市长由柏林市议会选出、联邦议院任命，现任市长为基民盟党籍政治家凯·韦格纳（Kai Wegner），2023年4月就任。

### 行政区划
| 序号 | 纹章 | 区名                      | 德语区名                   | 人口 2023年 | 面积 km² |
| ---- | ---- | ------------------------- | -------------------------- | ----------- | -------- |
| 1    |      | 米特                      | Mitte                      | 363,930     | 39.40    |
| 2    |      | 腓特烈斯海恩-克罗伊茨贝格 | Friedrichshain-Kreuzberg   | 266,958     | 20.40    |
| 3    |      | 潘科                      | Pankow                     | 406,631     | 103.22   |
| 4    |      | 夏洛滕堡-维尔默斯多夫     | Charlottenburg-Wilmersdorf | 322,719     | 64.69    |
| 5    |      | 施潘道                    | Spandau                    | 243,827     | 91.88    |
| 6    |      | 施泰格利茨-采伦多夫       | Steglitz-Zehlendorf        | 295,766     | 102.56   |
| 7    |      | 滕珀尔霍夫-舍讷贝格       | Tempelhof-Schöneberg       | 336,070     | 53.05    |
| 8    |      | 新克尔恩                  | Neukölln                   | 307,275     | 44.93    |
| 9    |      | 特雷普托-克珀尼克         | Treptow-Köpenick           | 285,088     | 167.73   |
| 10   |      | 马尔灿-黑勒斯多夫         | Marzahn-Hellersdorf        | 280,500     | 61.82    |
| 11   |      | 利希滕贝格                | Lichtenberg                | 298,791     | 52.12    |
| 12   |      | 赖尼肯多夫                | Reinickendorf              | 254,826     | 89.32    |
| 合計 |      | 柏林州                    | Land Berlin                | 3,662.381   | 891,12   |

柏林12區及各自分區

柏林原本分为23区，2001年柏林行政区划调整后合并为如今的12区，各区又进一步细化为96个分区（德語：Stadtteile），代表着历史傳統上的都市化地方。行政改革後，地方政府之間进一步重組，目前共形成97個地方政府，而每個地方政府亦再由數個街道（德語：Kiez）組成。柏林各区有各自的区议会（德語：Bezirksverordnetenversammlung, BVV），由至少55名区议员组成，由本区公民选举产生。区议会无权通过法律，但肩负选举区公所（德語：Bezirksamt, BA）成员的职责，并有权向区公所提出申请、建议或要求披露信息，亦可罢免区公所成员或推翻区公所决定并取而代之。区公所由5位区议会议员（德語：Bezirksstadträte）及1位区长（德語：Bezirksbürgermeister）构成，负责区议会职能范围之外的所有事务，决定以简单多数票的形式作出。柏林区长们定期在区长理事会中与市长会面，讨论行政和立法的基本问题。

### 友好城市
| 序号 | 国家       | 城市             | 关系     | 结好时间   |
| ---- | ---------- | ---------------- | -------- | ---------- |
| 1    | 美国       | 洛杉矶           | 姊妹城市 | 1967-06-27 |
| 2    | 法國       | 巴黎             | 姊妹城市 | 1987-07-02 |
| 3    | 西班牙     | 马德里           | 姊妹城市 | 1988-11-04 |
| 4    | 土耳其     | 伊斯坦布尔       | 姊妹城市 | 1989-11-17 |
| 5    | 波蘭       | 华沙             | 姊妹城市 | 1991-08-12 |
| 6    | 俄羅斯     | 莫斯科           | 姊妹城市 | 1991-08-28 |
| 7    | 匈牙利     | 布达佩斯         | 姊妹城市 | 1991-12-14 |
| 8    | 比利时     | 布鲁塞尔首都大区 | 姊妹城市 | 1992-06-01 |
| 9    | 印度尼西亞 | 雅加达           | 姊妹城市 | 1993-04-22 |
| 10   |            | 塔什干           | 姊妹城市 | 1993-04-30 |
| 11   | 墨西哥     | 墨西哥城         | 姊妹城市 | 1993-09-01 |
| 12   | 中國       | 北京             | 姊妹城市 | 1994-04-05 |
| 13   | 日本       | 東京都           | 姊妹城市 | 1994-05-14 |
| 14   | 阿根廷     | 布宜諾斯艾利斯   | 姊妹城市 | 1994-05-19 |
| 15   | 捷克       | 布拉格           | 姊妹城市 | 1995-06-10 |
| 16   | 纳米比亚   | 温得和克         | 姊妹城市 | 2000-07-06 |
| 17   | 英国       | 倫敦             | 姊妹城市 | 2000-10-10 |
| 18   | 乌克兰     | 基辅             | 姊妹城市 | 2023-09-14 |

### 城市象征

#### 柏林纹章
柏林纹章绘有一只面向左侧（纹章学角度即持盾人方向看来则为右侧）口吐红舌的直立黑熊（即柏林熊），盾徽上方戴有金色五瓣叶冠，叶冠基座位砖石结构，中央有一扇关闭的城门。采用熊作为城市象征的具体源流已不可考，众说纷纭。目前的材料显示黑熊形象首次出现在柏林城市纹章是在1280年。近几个世纪柏林更多采用普鲁士鹰或勃兰登堡鹰的形象作为象征，直至20世纪柏林熊才被重新启用。目前版本的柏林纹章于1945年获经采用。
柏林各区纹章均采用三塔墙冠，为体现与柏林州的关系，皆在中间的塔楼上缀有银色的柏林纹章（详见行政区划所列各区纹章）。

#### 柏林州旗
柏林州旗（柏林市旗）背景为白色，上下两侧缀有红色条纹，旗帜中心偏左处绘有柏林熊，于1911年启用，并于1913年首次飘扬在红色市政厅上空。柏林曾采用自上而下黑红白三色旗作为旗帜，但时常被人与德意志帝国国旗混淆，故后来被替换成熊旗。

## 人口

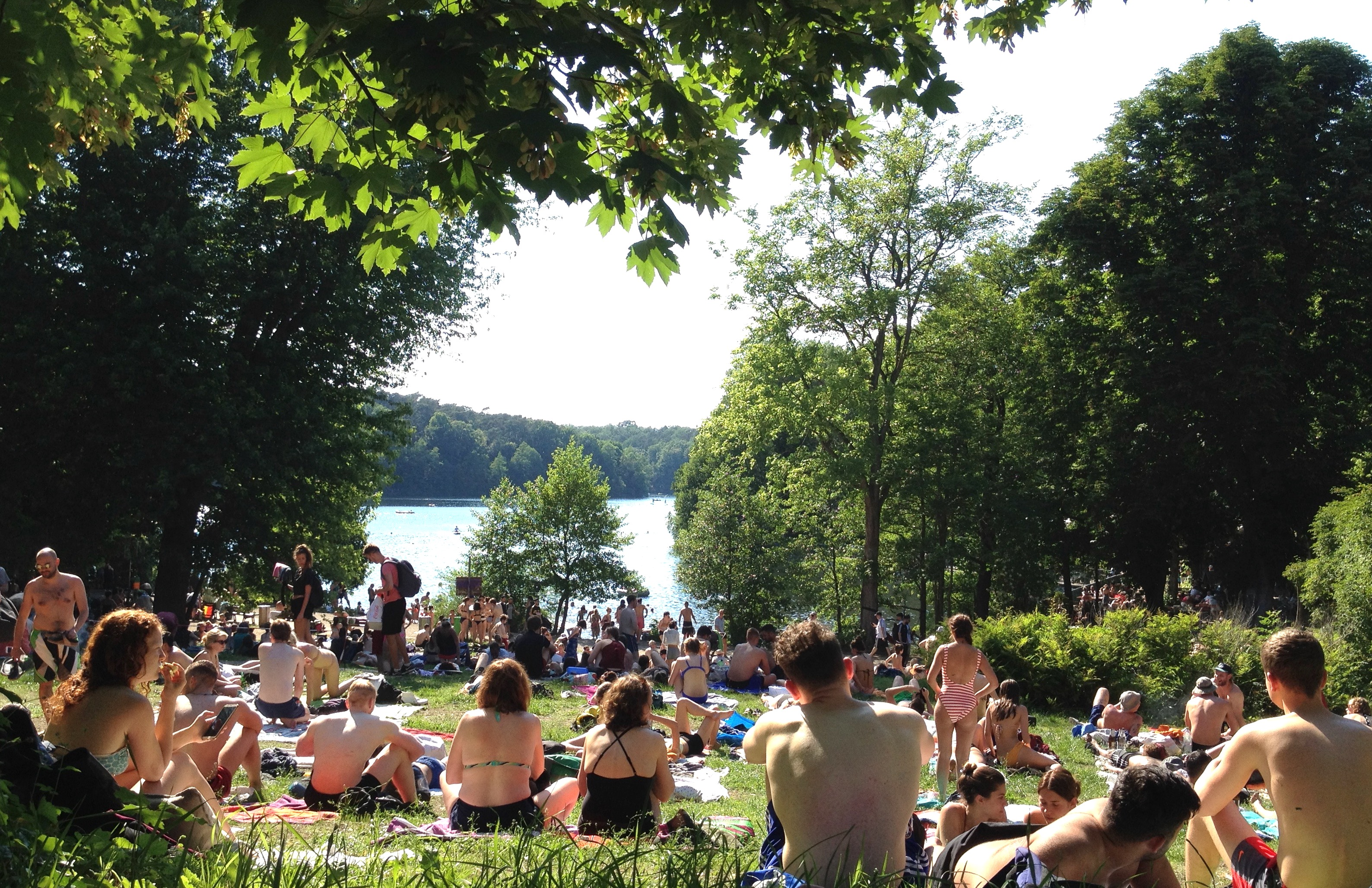
柏林人

柏林是歐洲城市人口第五多，歐盟區人口最多的城市（次為馬德里、羅馬、巴黎）以及城市面积第八大的城市。它是柏林－勃兰登堡都会区的中心，有来自超过190个国家的5百万人口。
- 柏林的人口数量于1747年突破十萬大關，从而成为大城市。
- 2023年末，全市常住人口378.2万人。
- 柏林居民的平均预期寿命为80.5岁 (2023)。
- 全市常住人口密度为4241人/平方公里 (2023)。
- 人类发展指数 = 0.959 极高 (2021)。
- 2020年，在柏林登记的外国人（无德国公民权的登记人口）比例为20.7%。
- 截至2023年底，柏林人口中的7.1%为天主教徒、12.1%为新教徒、0.5%为犹太教徒，其余的80.9%则属于其它教派和宗教或是无宗教信仰。

## 经济
2023年，柏林在城市范围内创造了1932亿欧元的国内生产总值（GDP)。全市于2021年约有2090000人就业。
统一后的柏林立足于发展为商业、金融和服务业为主，辅以手工制造业和食品等轻工业的城市。

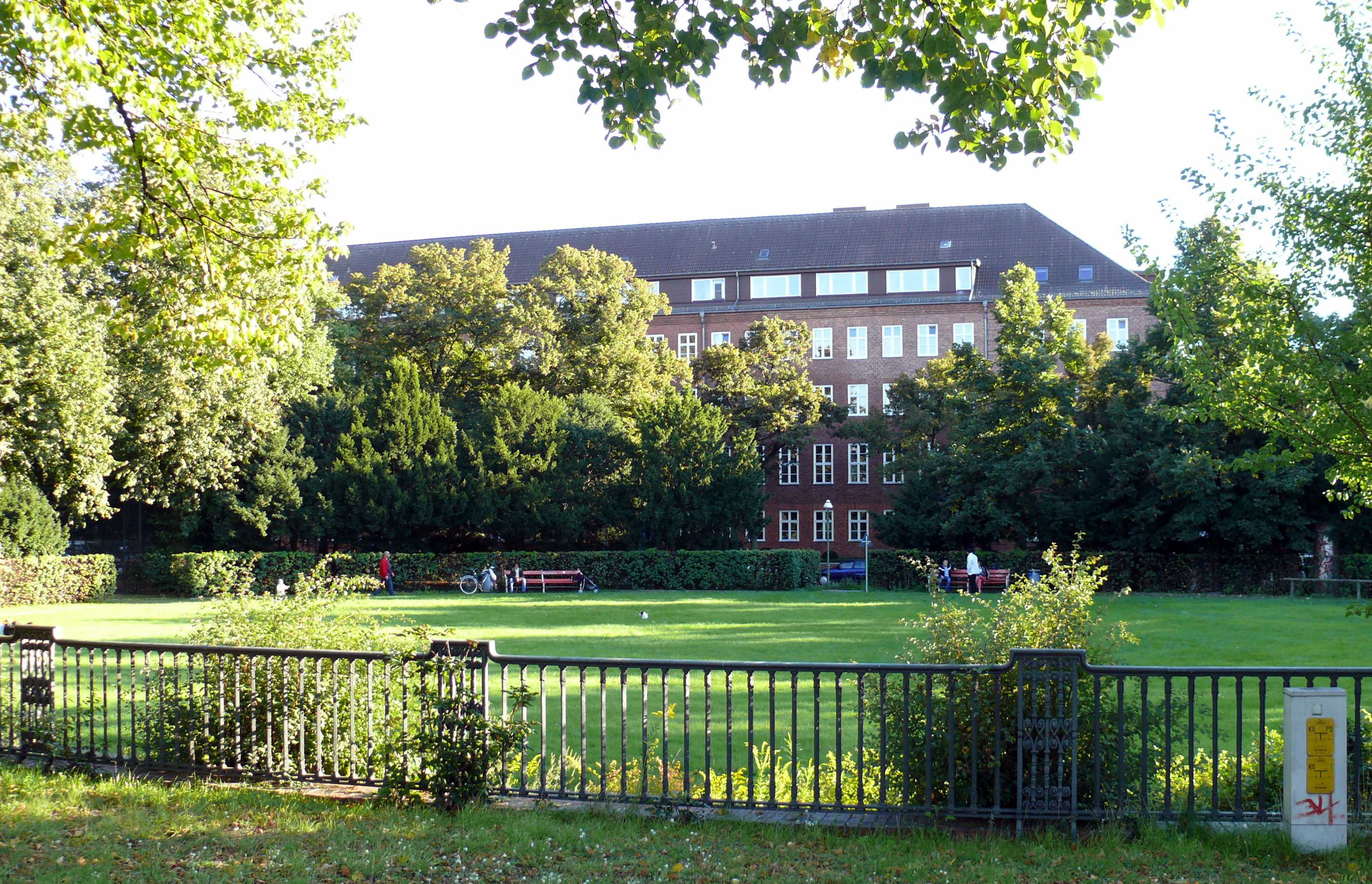
施普林格·自然
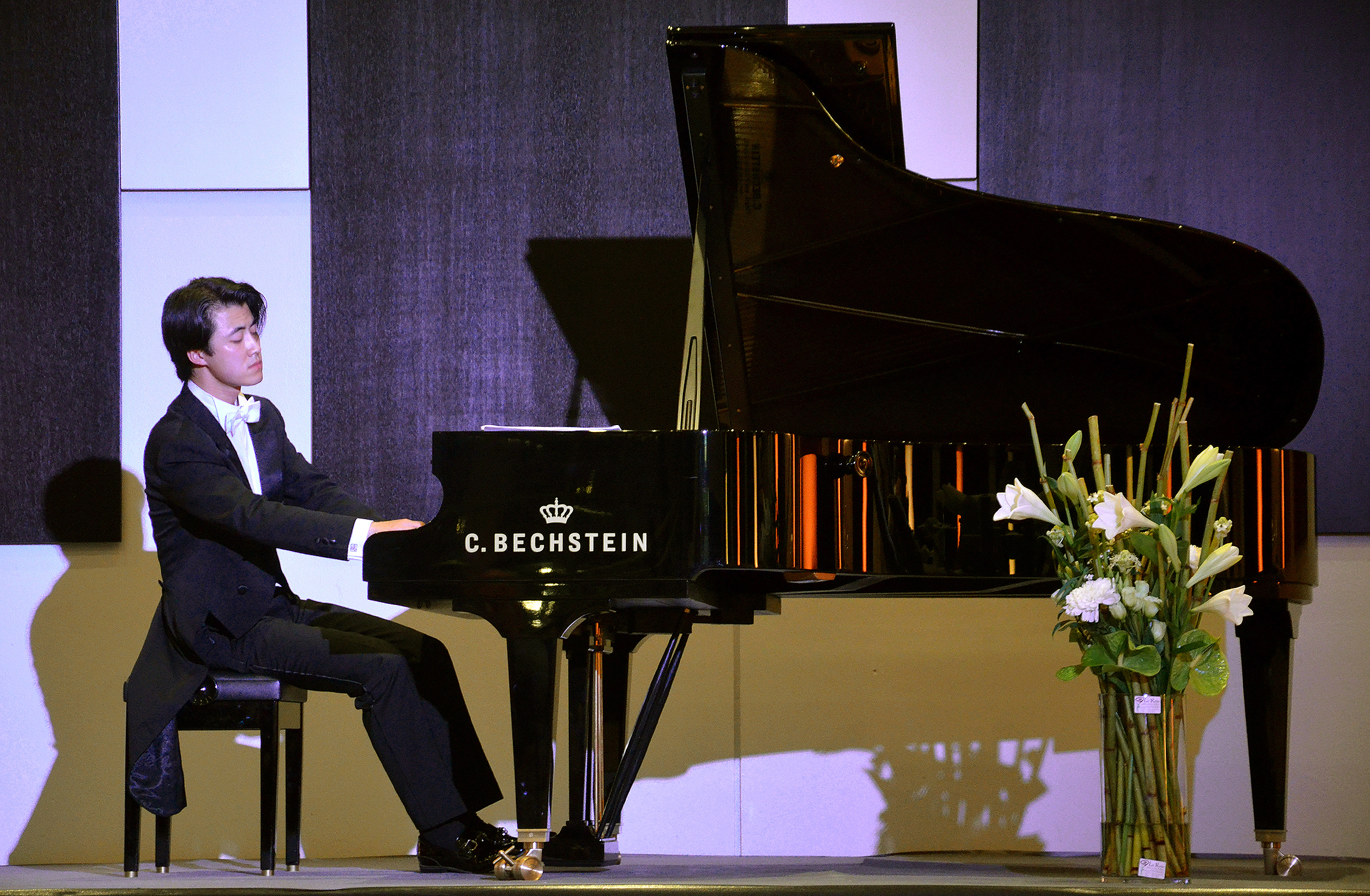
贝希斯坦钢琴
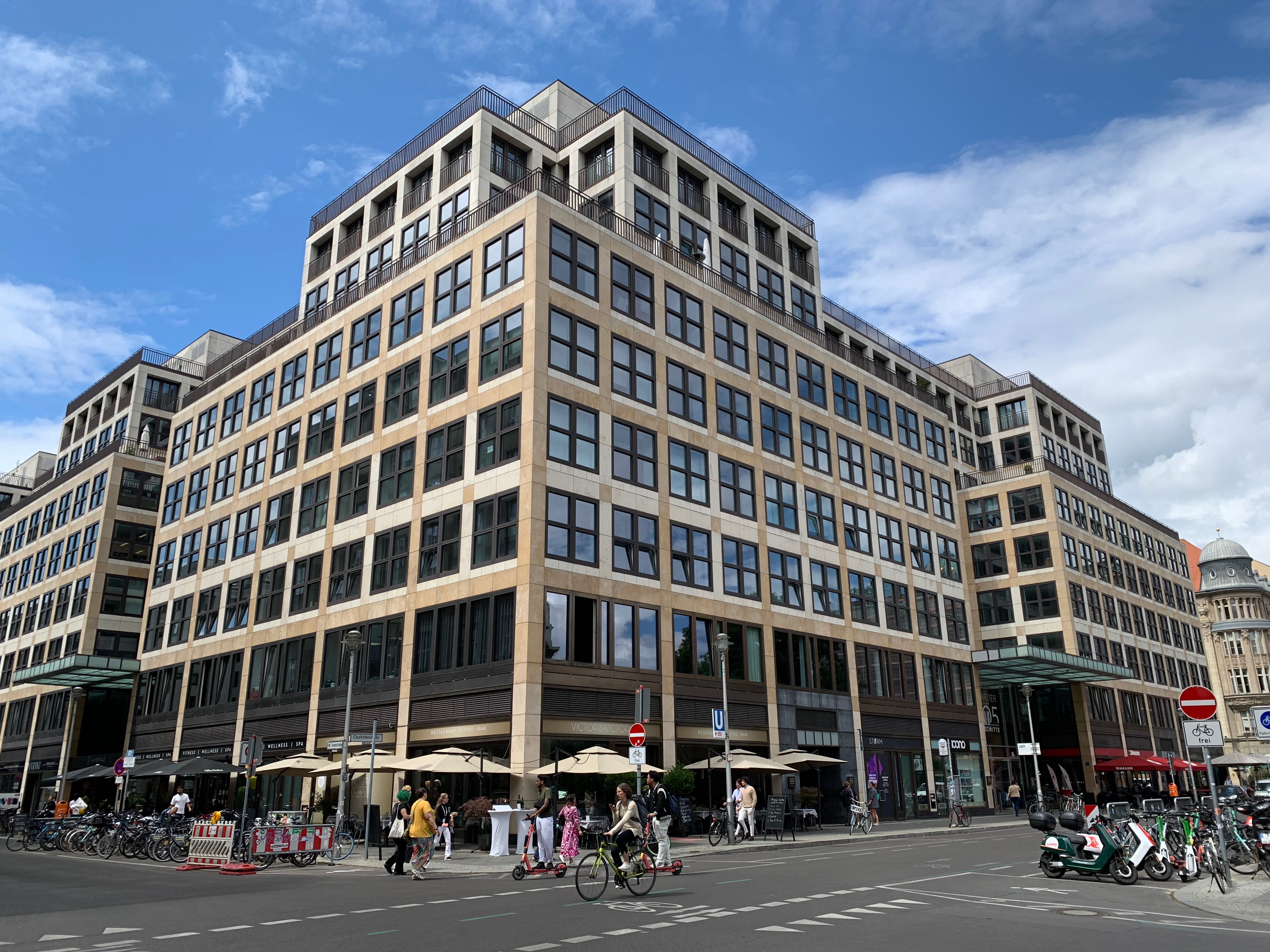
BMG 音樂版權管理公司
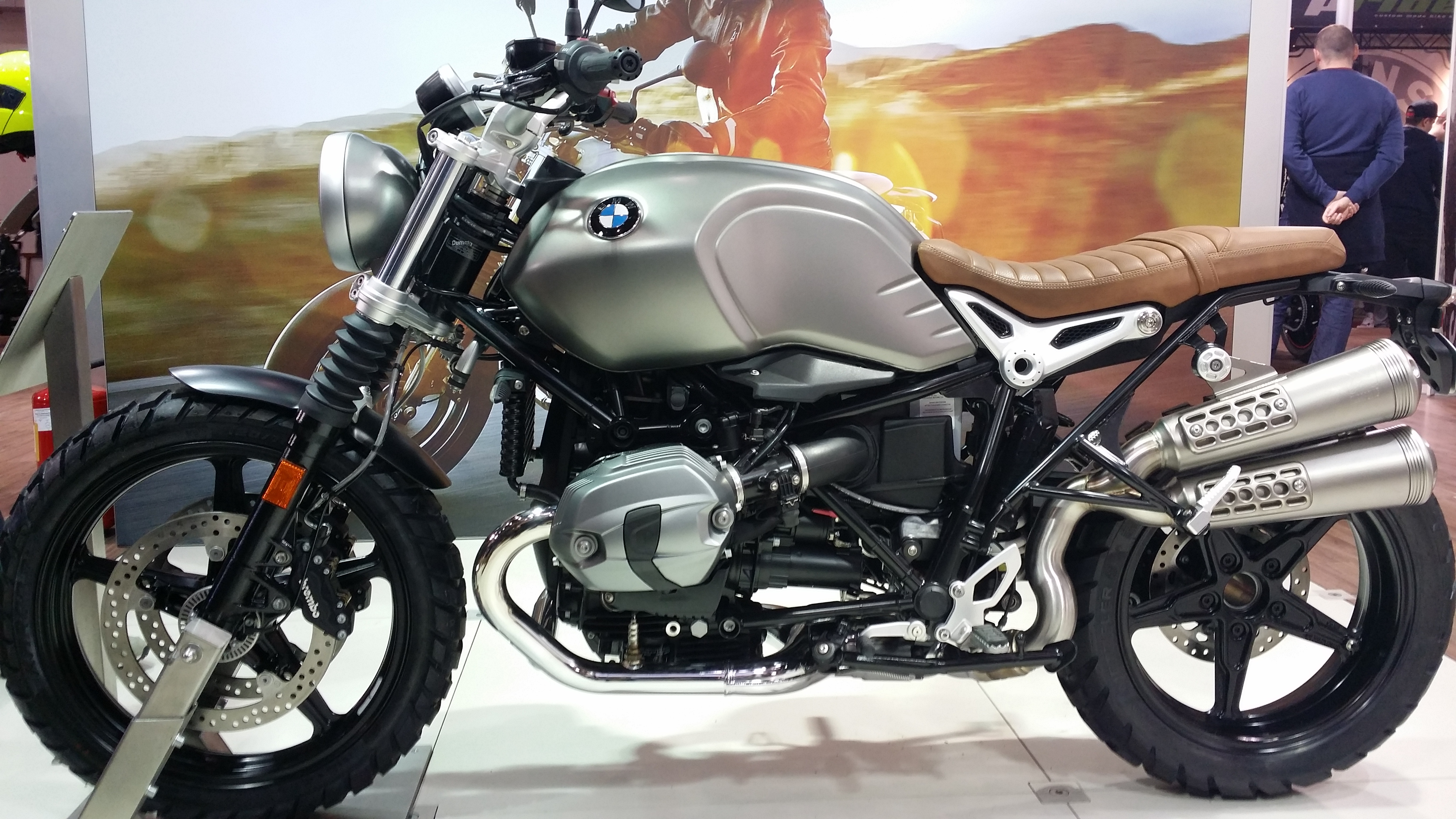
BMW (摩托車)
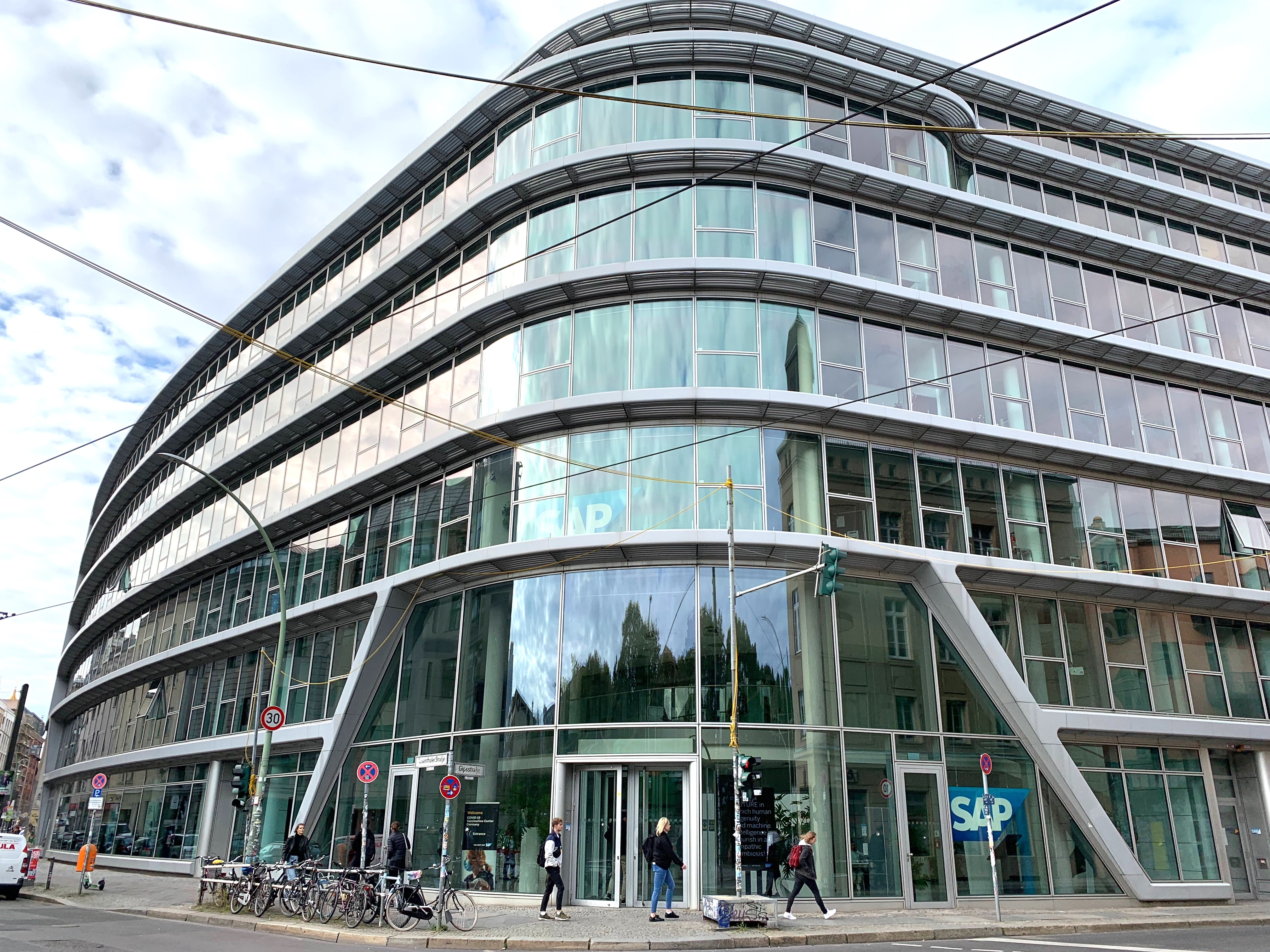
思爱普

### 旅游
该市的名胜古迹和购物设施以及展览和会议吸引了众多游客和商务客。柏林有超过900个的活动场所可为各种大会、研讨会和座谈会提供框架。
2017年，在柏林过夜的访客数量增至3120万，其中的1400万来自国外。2017年，柏林以近600万外国游客的数量而成为全球到访量第20大的城市，并位居德国第一。同年，游客共创造了125亿美元的收入。大多数外国游客来自欧洲、亚洲和美国。
柏林博物館:

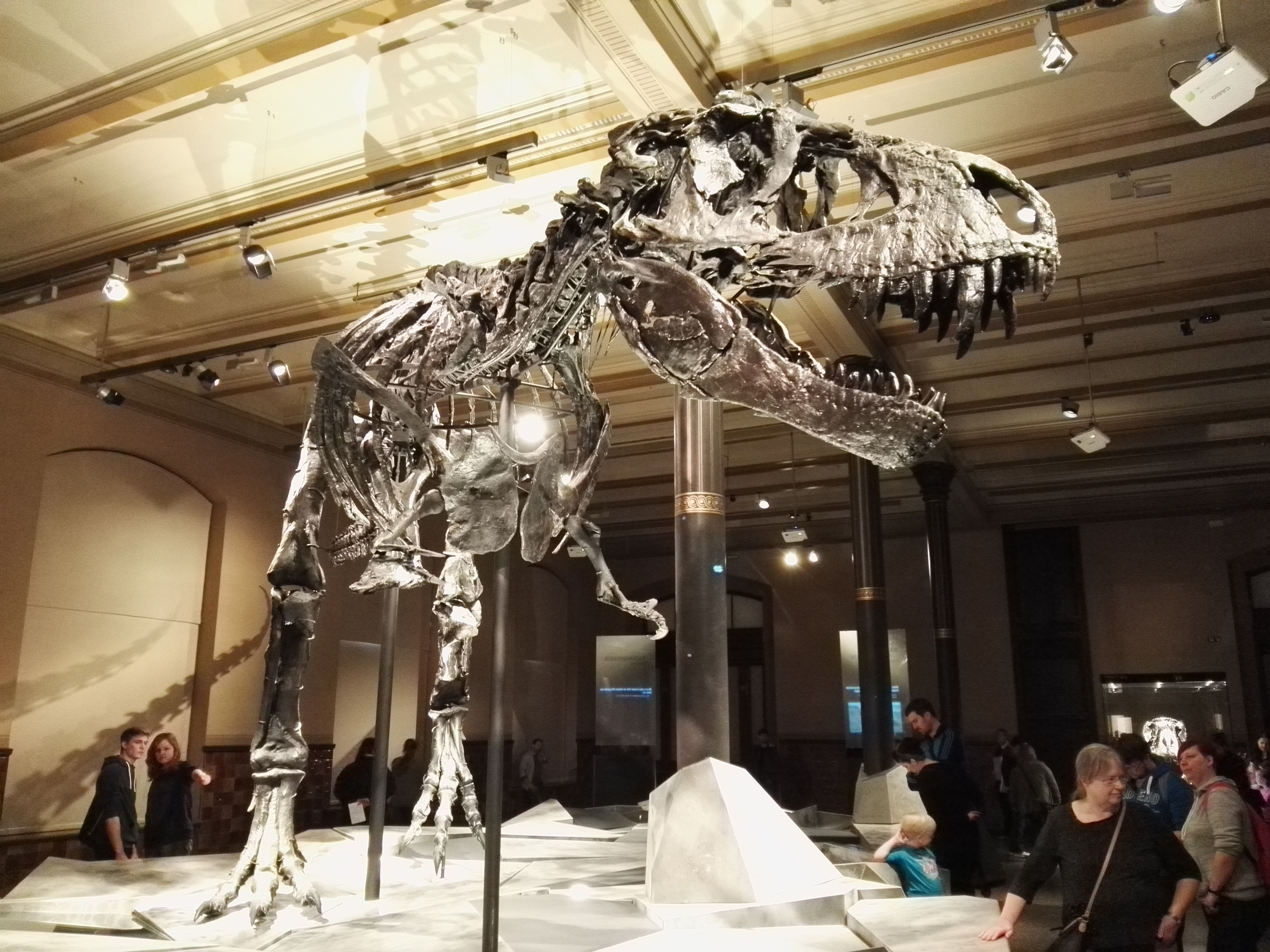
柏林自然博物馆

- 博物館島：柏林新博物馆, 柏林舊博物館, 佩加蒙博物館
- 柏林文化广场:新國家美術館, 畫廊 (柏林), 柏林樂器博物館, 柏林装饰艺术博物馆
- 洪堡論壇
- 柏林自然博物馆
- 德国科技博物馆
- 德国历史博物馆
- 查理检查哨
- 恐怖地形图
- 柏林犹太人博物馆

### 國際博覽會之都

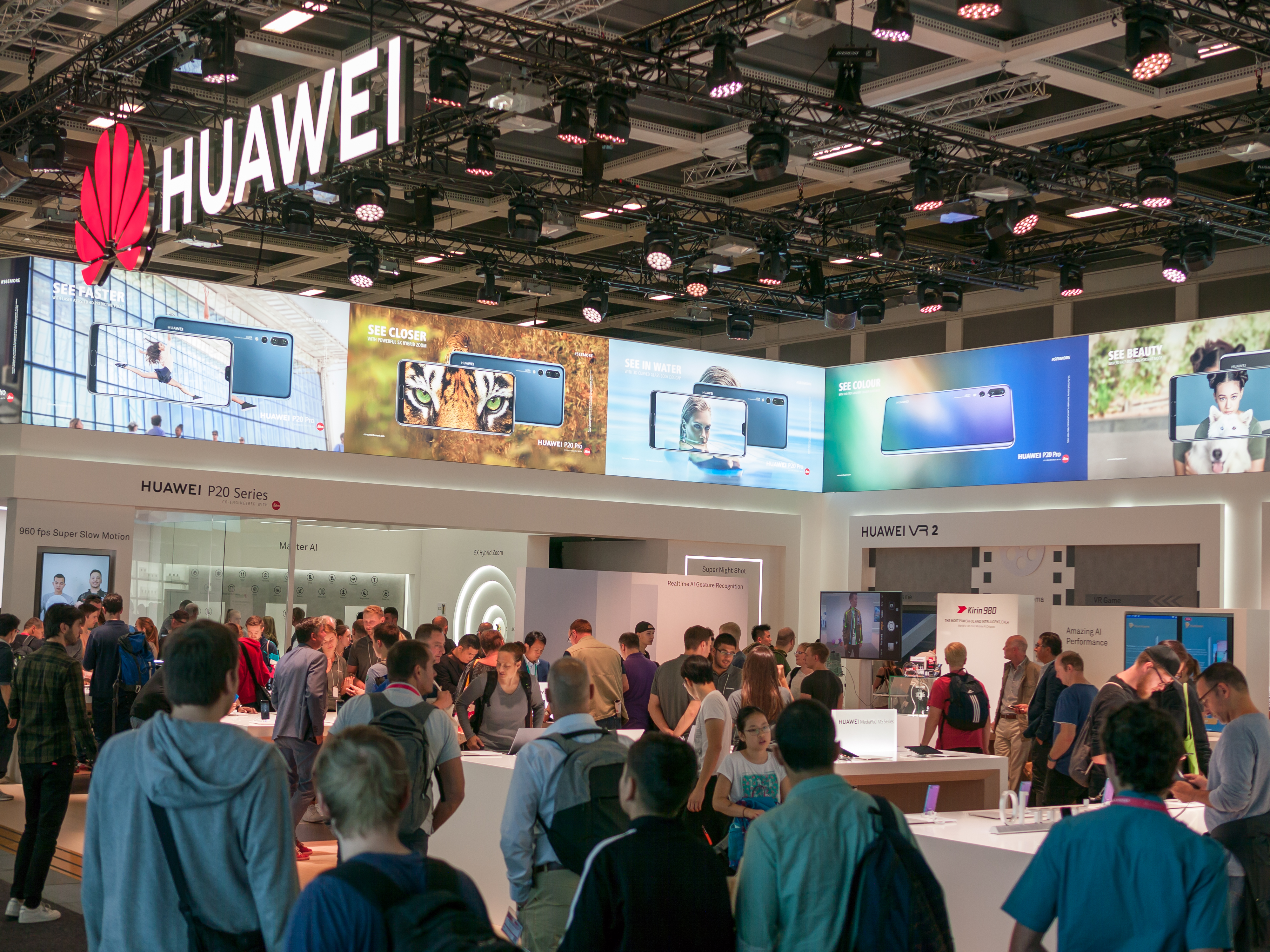
华为公司在IFA上的展台

現今，每年在 柏林舉辦的大型博覽會大約有10場。
- 柏林國際廣播展
- 柏林航展
- 柏林国际电影节
- 柏林时装周
- Innotrans
- Green Tech Festival
- Fruit Logistica
- Green Week
- Venus Berlin
- ITB

## 文化
柏林无论是从文化, 传媒还是科学上讲都称的上是世界级城市。柏林都会区有知名大学、研究院、体育赛事、管弦乐队、博物馆和知名人士。城市的历史遗存使该市成为国际电影产品的交流中心。该市在节日活动、建筑的多样化、夜生活、当代艺术、公共交通网络以及高水準生活方面得到广泛认可。柏林已经发展成一个全球焦点城市，以崇尚自由生活方式和现代精神的年轻人和艺术家而闻名。

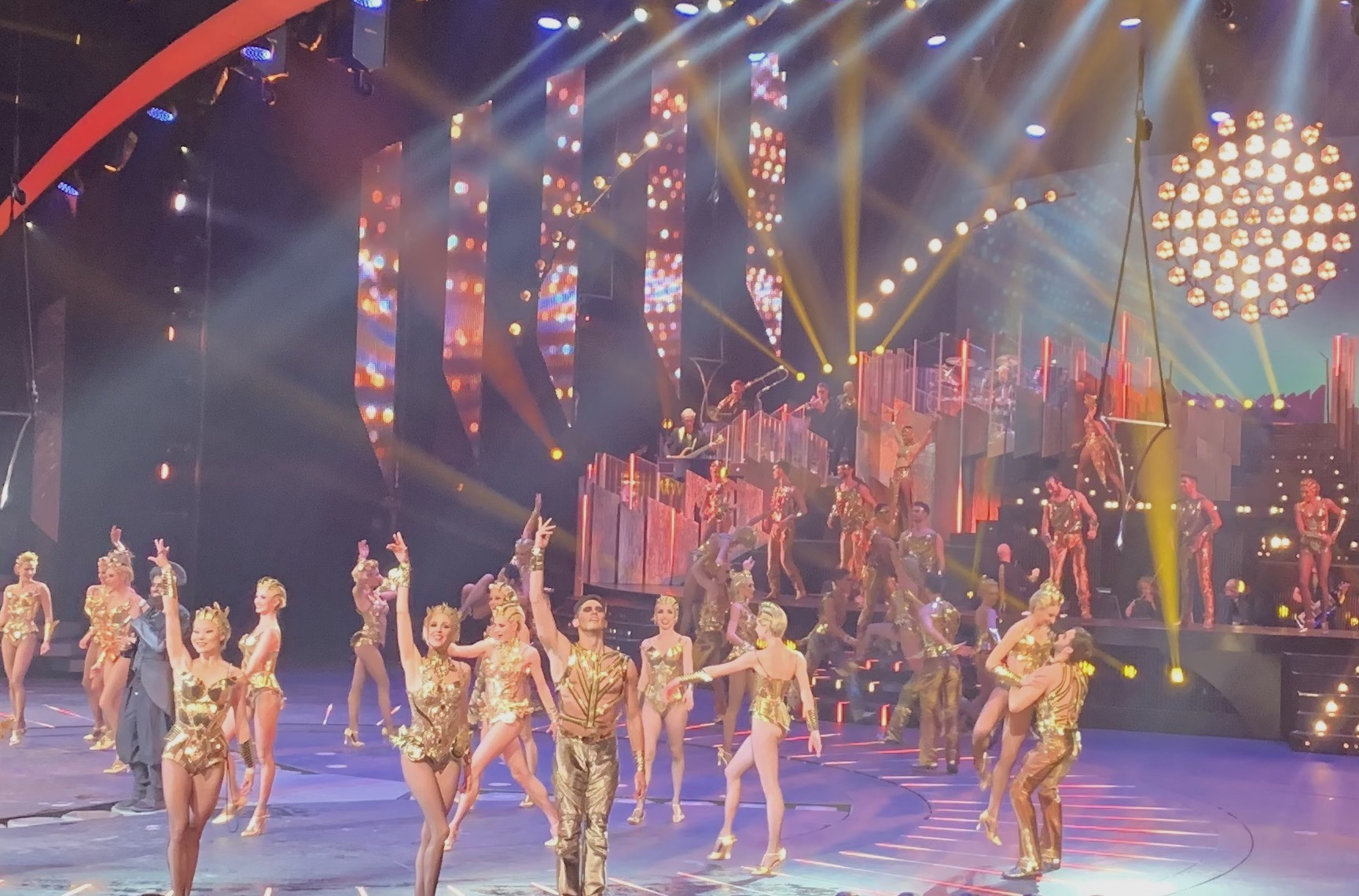
柏林皇宮飯店
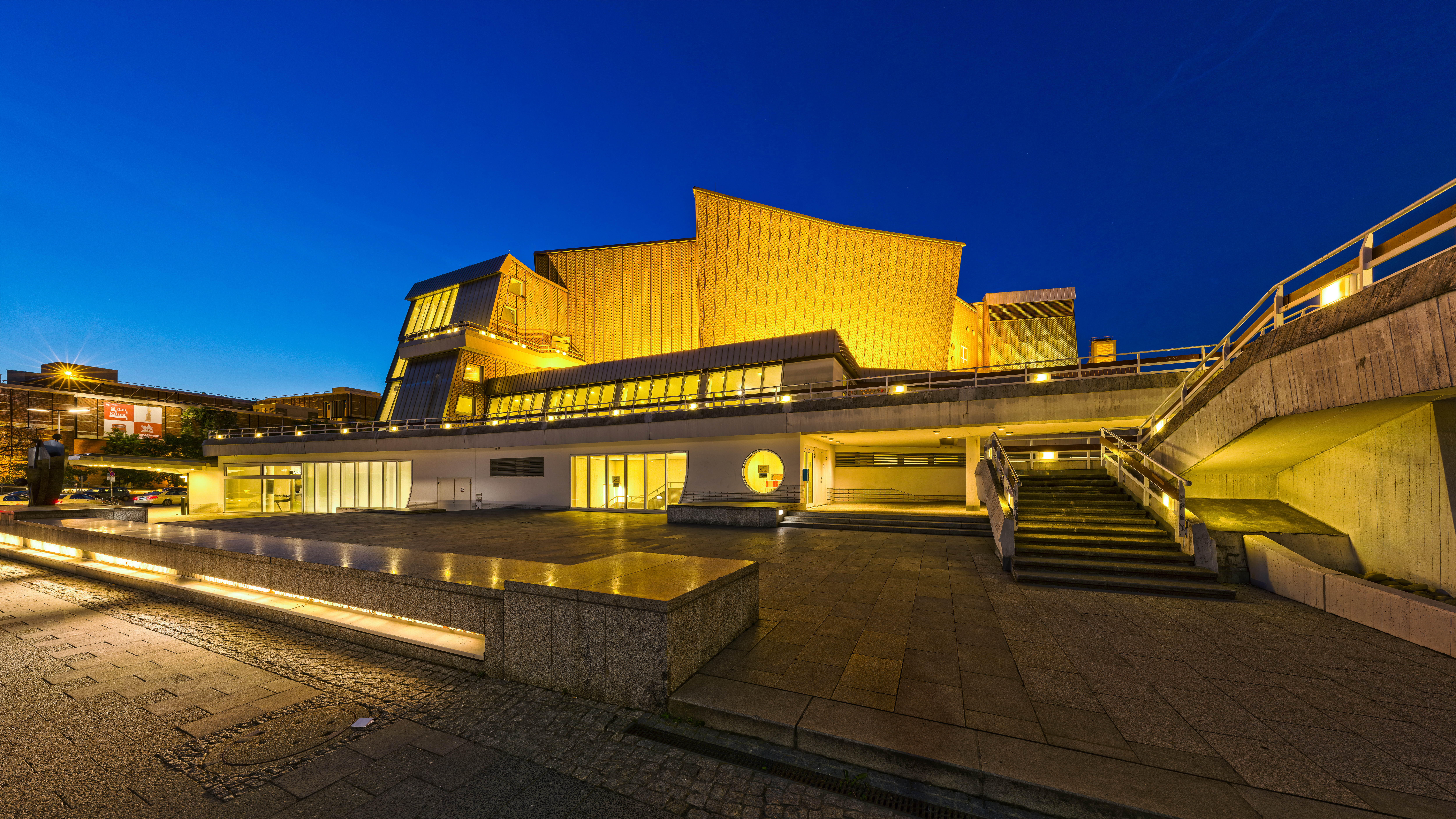
柏林爱乐音乐厅
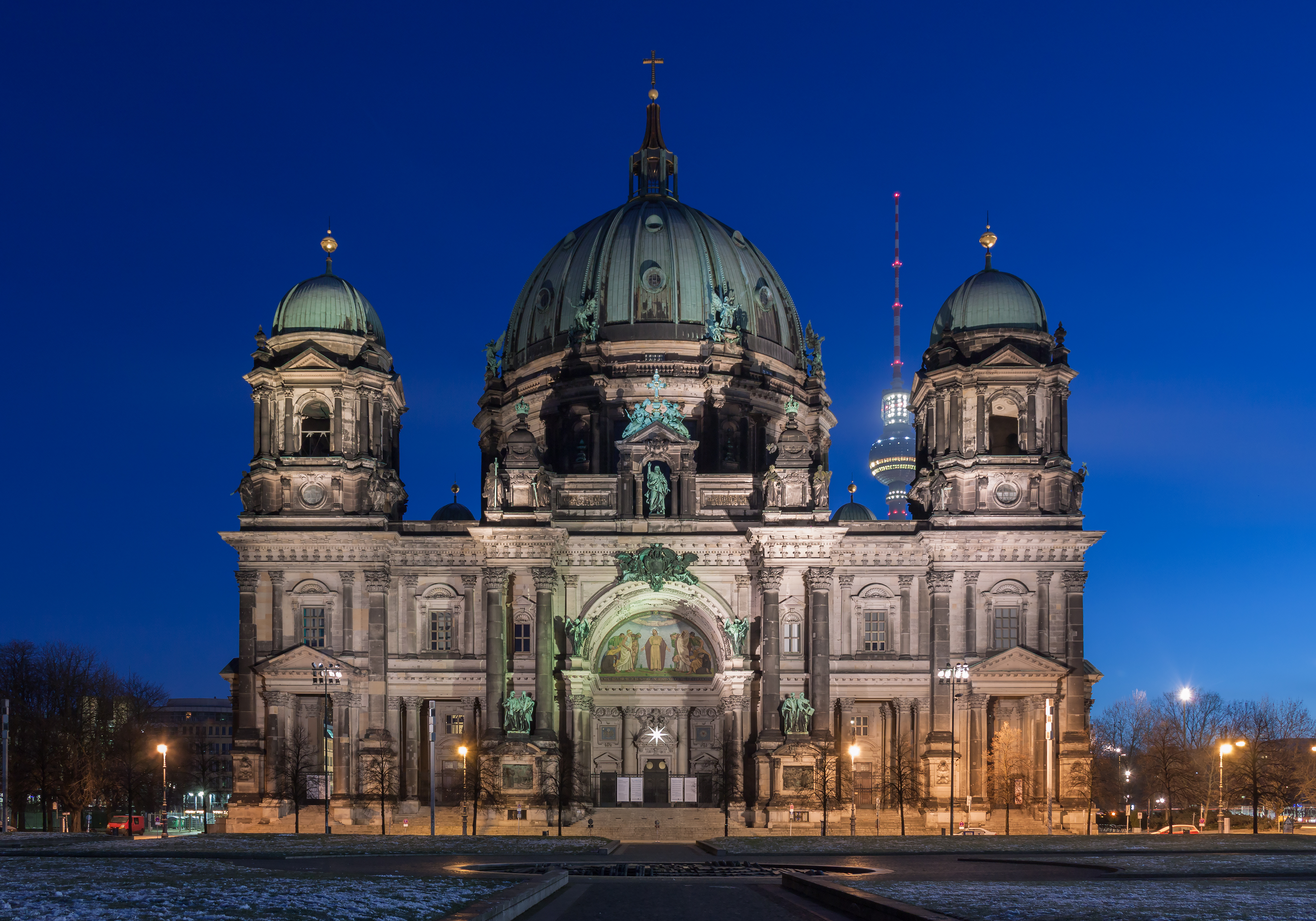
柏林大教堂
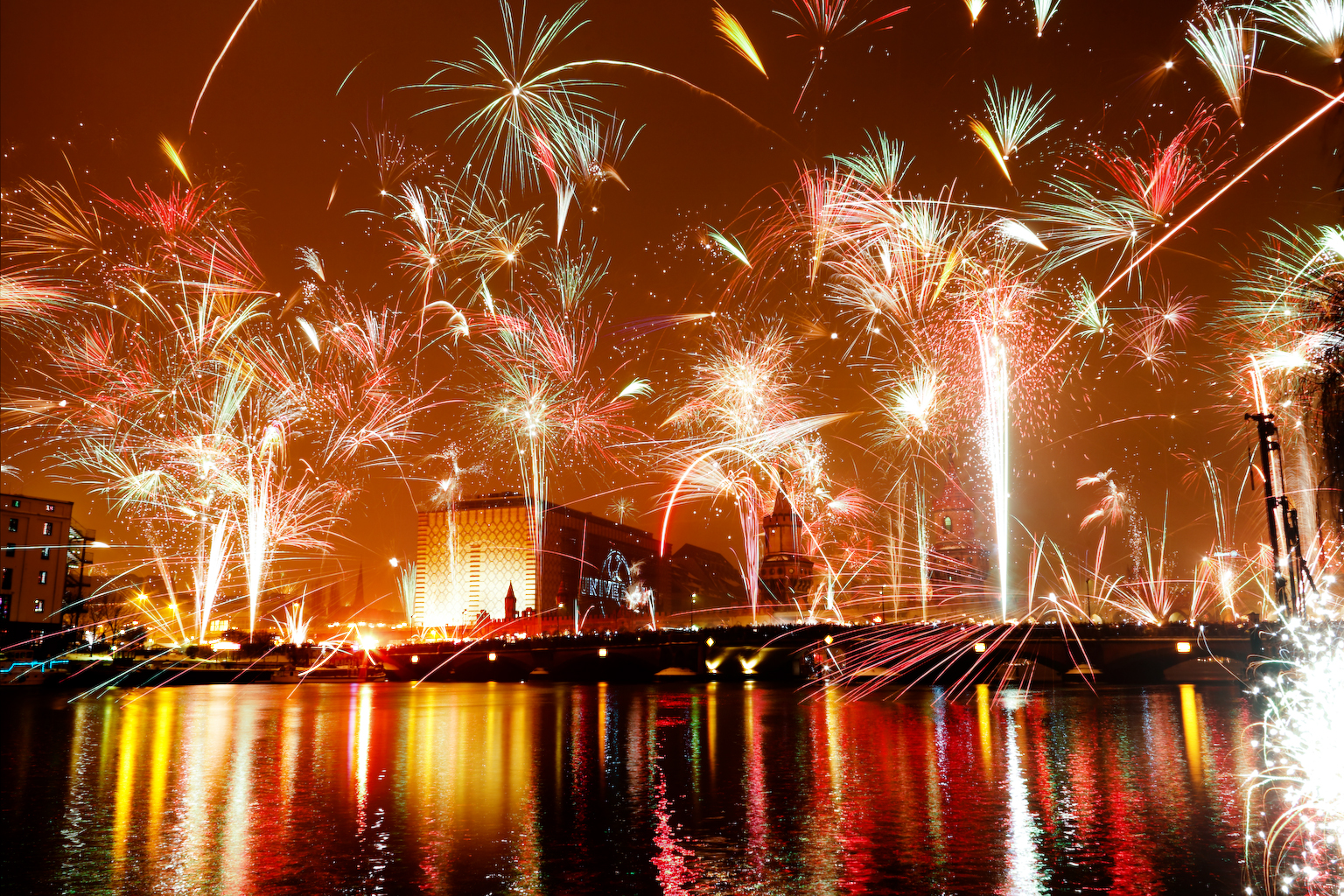
新年
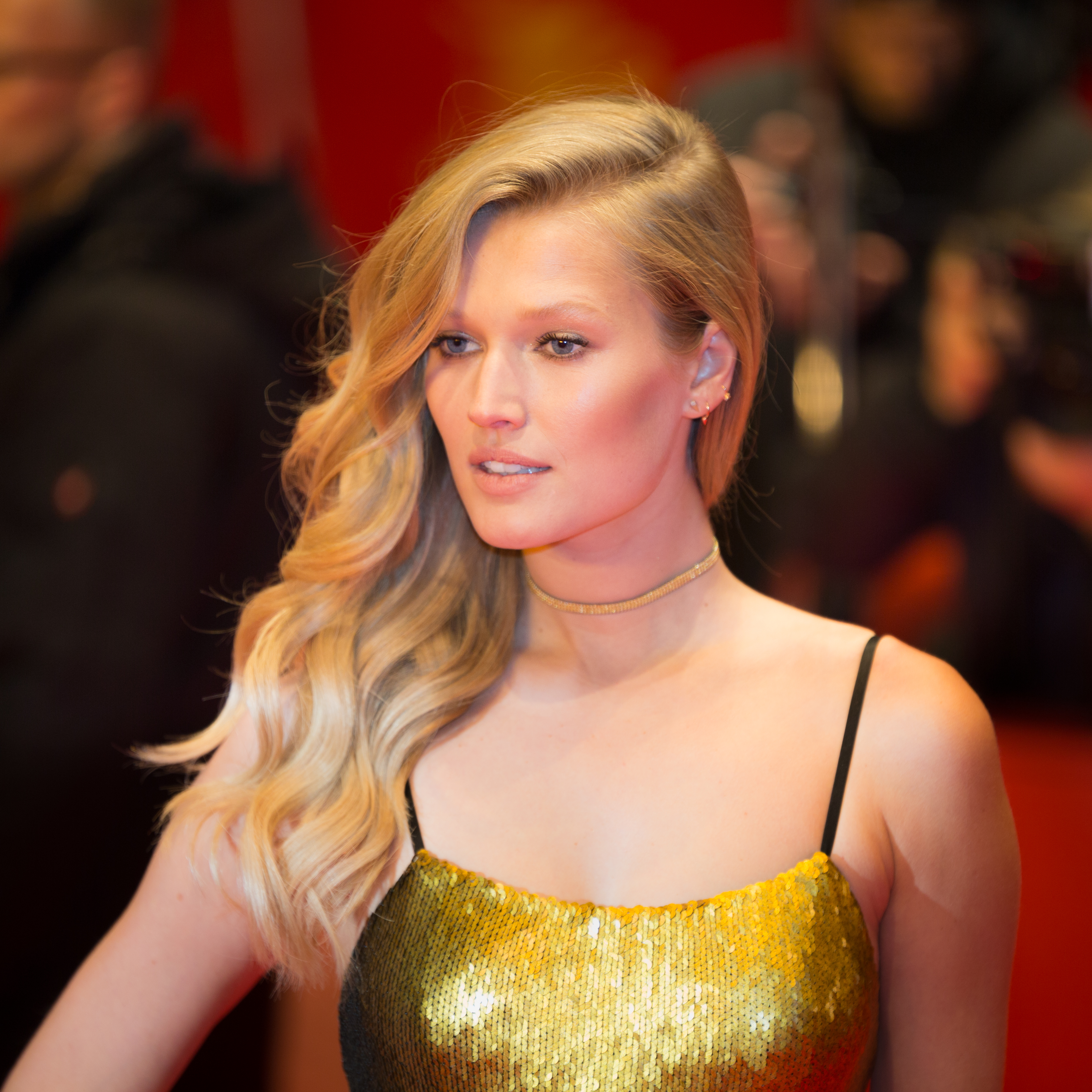
柏林国际电影节

### 剧院

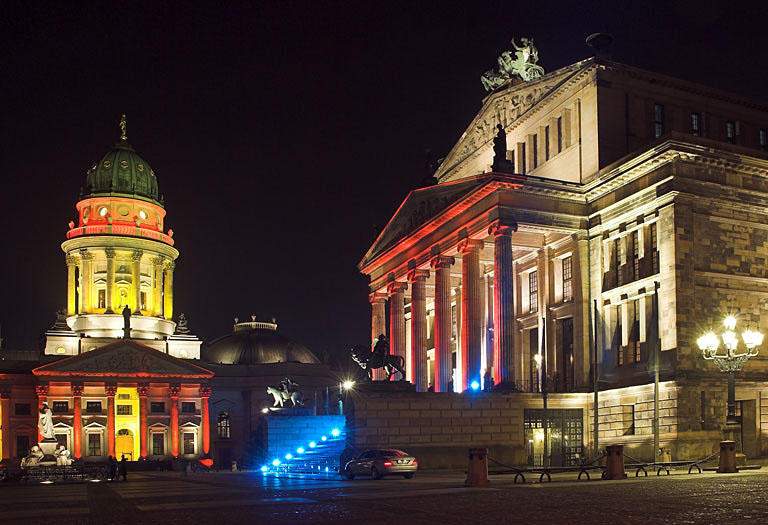
御林广场

柏林拥有众多的歌剧院、剧院和乐团。
- 博物館島
- 德意志歌剧院（Deutsche Oper Berlin）
- 国家歌剧院（Deutsche Staatsoper）
- 轻歌剧院（Komische Oper）
- 柏林剧团（Berliner Ensemble）
- 柏林音乐厅（Schauspielhaus Berlin）
- 柏林爱乐乐团（Berliner Philharmoniker）
- 柏林皇宮飯店（Palast Berlin）

### 動物園

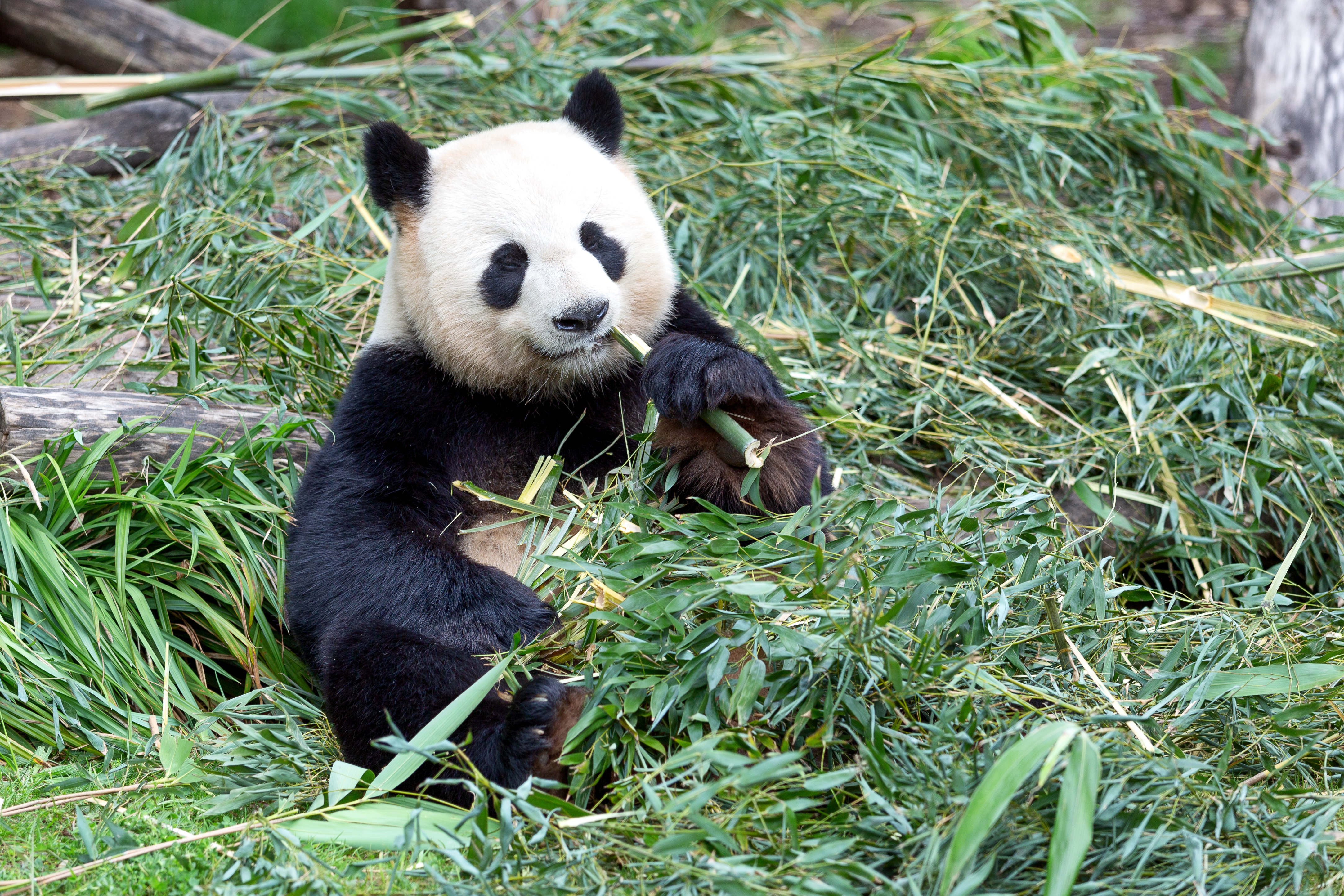
柏林動物園

柏林動物園（Zoologischer Garten Berlin)，也是現存最古老的且最知名的動物園。 建於1844年，佔地35公頃（86.5英畝），展示約1,300種不同的物種和20,000多只動物，是世界上最全面的動物園設施之一。在2017年有超過350萬遊客，是歐洲訪問量最大的動物園，也是全球最受歡迎的動物園之一。定期餵食動物是其最著名的景點之一。園中過去最知名的動物明星則是北極熊克努特，目前動物園與世界各地的許多大學、研究機構和其他動物園合作，進行保護瀕危物種的培育計劃。
柏林植物园与植物博物馆（Botanischer Garten）是位於柏林施特格利茨-策倫多夫區的一座植物園，面積43公頃，內有多達2.2萬種植物。柏林植物园自1904年開始開發參觀。

### 夜總會

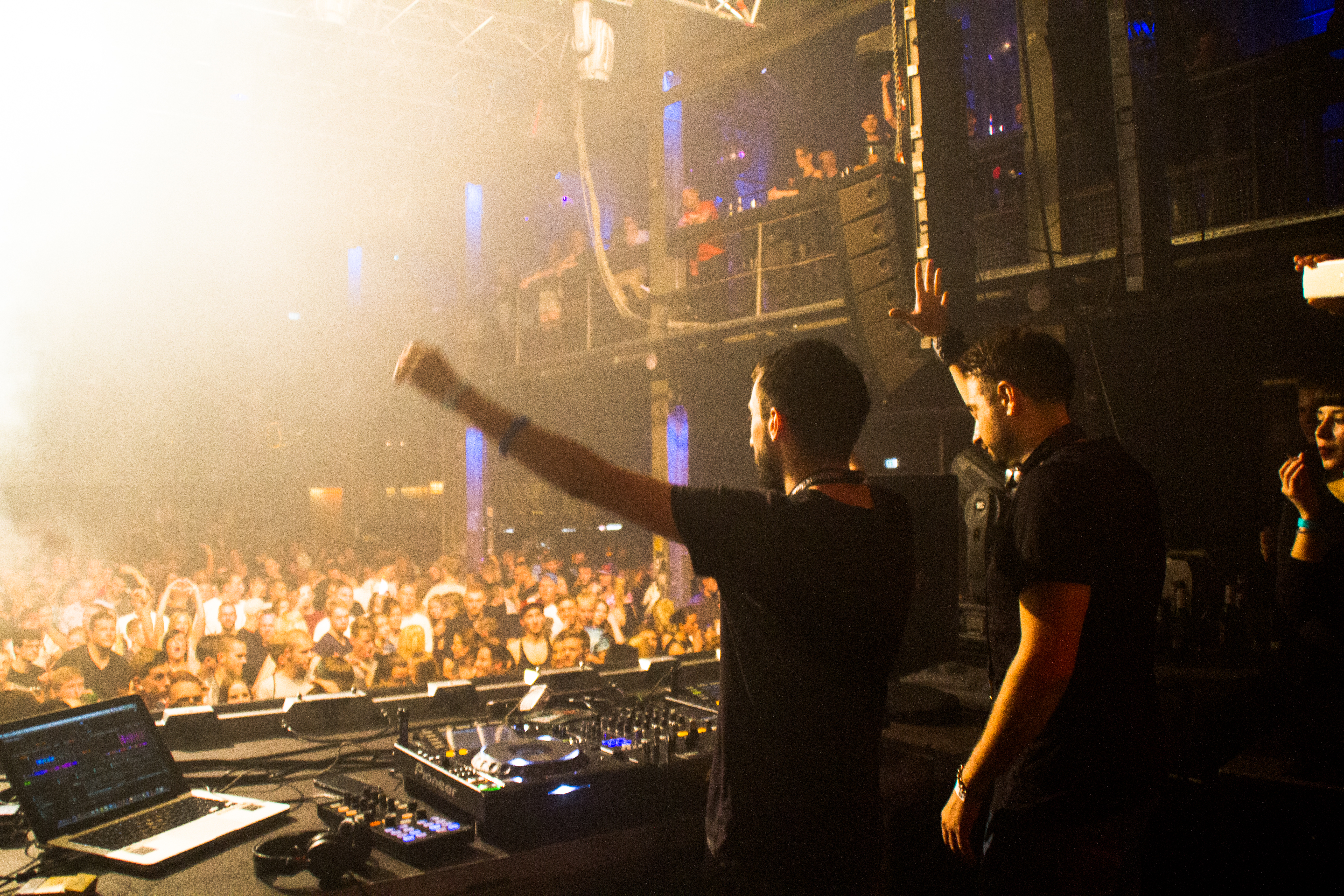
夜總會 (Prenzlauer Berg)

柏林以其無與倫比的夜生活而聞名。從傳奇的科技俱樂部到舒適的酒吧，這座城市充滿活力的派對場景是其充滿活力和包容的精神的證明。
克羅伊茲堡是柏林另類夜生活的燈塔。 這個地區以時尚酒吧、地下俱樂部和悠閒的咖啡館融合而聞名。
弗里德里希斯海恩是科技無可爭議的首都，是世界上一些最著名的俱樂部的所在地，包括傳奇的伯格海恩。
Prenzlauer Berg 為柏林夜生活帶來更輕鬆的方式，擁有波希米亞的氛圍和眾多舒適的地方。

### 体育
- 柏林联盟足球俱乐部（德甲足球联赛）
- 柏林赫塔足球俱乐部（德甲足球联赛）
- 柏林阿爾巴
- 德國公開賽
- 柏林奧林匹克體育場
- 老林务所畔体育场

柏林曾經在1936年成功舉辦過奧運，2006年舉辦世界盃足球賽決賽。
柏林馬拉松是德國柏林一年一度舉辦的馬拉松賽事在9月的最後一個星期日，比賽自1974年開始舉辦，獲得國際田徑總會(IAAF)金牌等級認證的全程馬拉松。2024年共有50,000多名來自120個國家的選手參賽。
柏林著名足球運動員: 謝洛美·保定, 奇雲-派斯·保定, 吉多·布赫瓦尔德, 托马斯·黑斯勒, 罗伯特·胡特, 尼科·科瓦奇, 皮埃尔·利特巴尔斯基, 安东尼奥·吕迪格, 克里斯蒂安·齐格。

## 交通

柏林軌道交通圖

柏林拥有发达的公共交通系统：柏林地铁（U-Bahn）共有9条线，175个车站；柏林快铁（S-Bahn）则有16条线，166个车站。柏林也拥有世界上历史最久的有轨电车系统之一，名稱為「柏林街車」，拥有398个车站。
柏林火车总站（Berlin Hauptbahnhof)，是德国首都柏林最重要的铁路枢纽、以及欧洲最大的高架车站。凭借着日均约30万人次的旅客到发量，它也是德国運量第四大车站，僅次於汉堡火车总站、慕尼黑火车总站與法兰克福火车总站。
极具特色的车站建筑是由建筑师迈因哈特·冯·格尔坎所设计。2006年，该车站连同经由南北长途铁路隧道运行的新南北干线连接线一起投入营运，并通过所谓的“蘑菇方案”对柏林的铁路客运业务实现了彻底的调整与重组。
全市有铁路连接，並有鐵路通往阿姆斯特丹、布拉格、什切青、波茲南、华沙、施特拉爾松德、吕贝克、汉堡、科隆、波恩、慕尼黑和马格德堡。

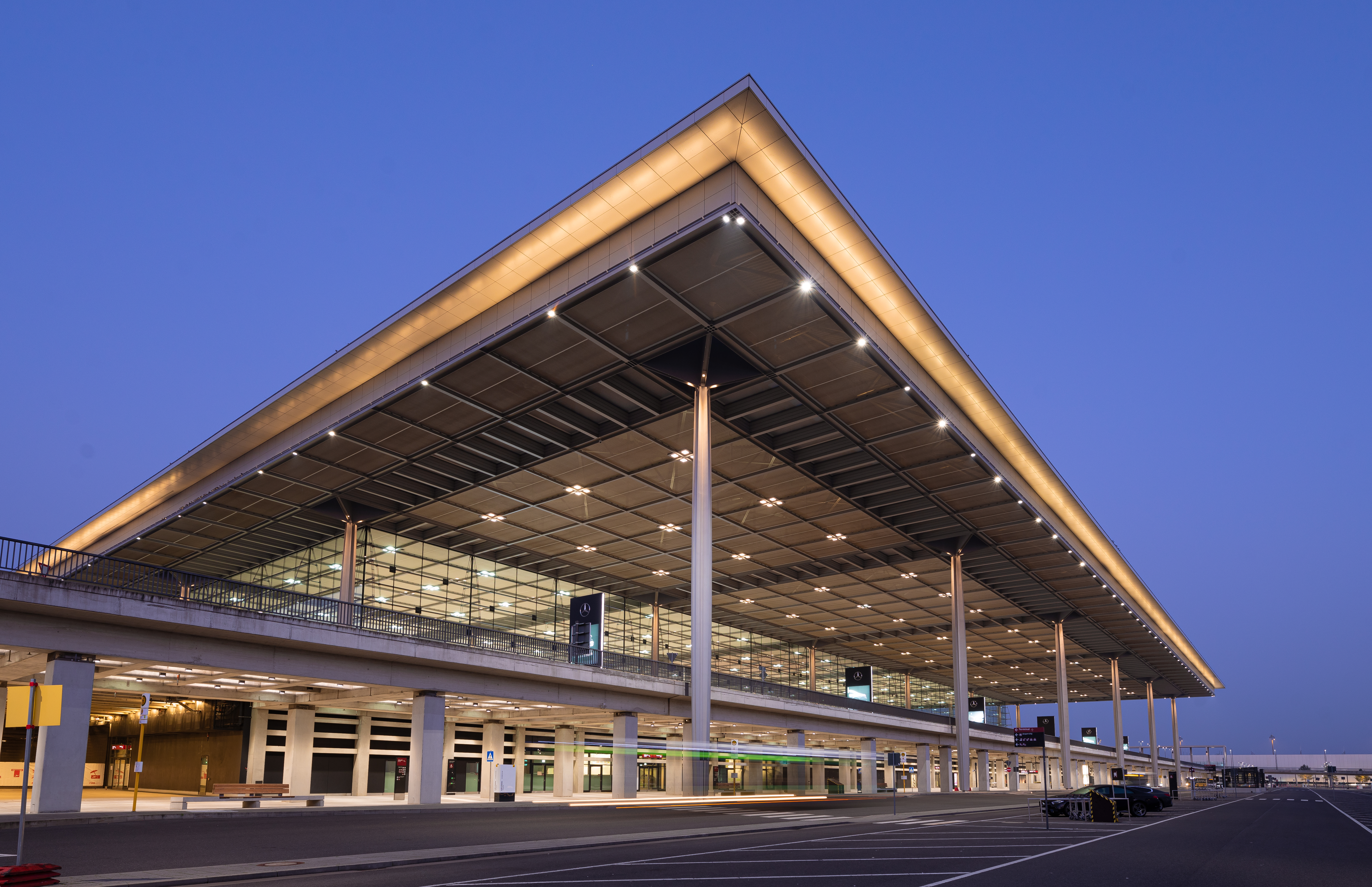
柏林勃兰登堡机场

### 機場
目前柏林布蘭登堡機場（BER）在營運中，其他原有機場已結束營運。
- 柏林勃兰登堡机场（BER）：2020年10月31日啟用。

原有
- 柏林-滕珀尔霍夫机场（THF）：2008年10月30日關閉，原址現為滕珀尔霍夫公园。
- 柏林-舍讷费尔德机场（SXF）：2020年10月25日關閉，多數設施整併為柏林布蘭登堡機場第五航廈。
- 柏林-泰格尔奥托·利林塔尔机场（TXL）：2020年11月8日關閉。

## 景观建筑
柏林的歷史為這個城市留下一系列不拘一格的建築。它在20世紀的德國歷史中所擔當的重要角色塑造了它現在的外观。每一個以柏林為首都的政权，包括1871年的德意志帝國、魏瑪共和國、納粹德國、東德以及現在已統一的德國，都進行雄心勃勃的建筑計劃，而各自為這個城市的建築增添自己獨有的風格。在第二次世界大戰中，柏林曾被炸彈襲擊所摧毀，很多在西柏林與東柏林戰後遺留下來的建築亦分別於1950年代及1960年代因為興建新住宅或商業區和主要道路的市政建築計劃而拆除。
柏林的東部有很多預製建築。它們是東方集團在東西柏林分裂時期所留下的印記，東柏林規劃完整住宅社區時致力於按照居民數目的比例來建設商店、幼稚園和學校。
柏林的主要建築有：

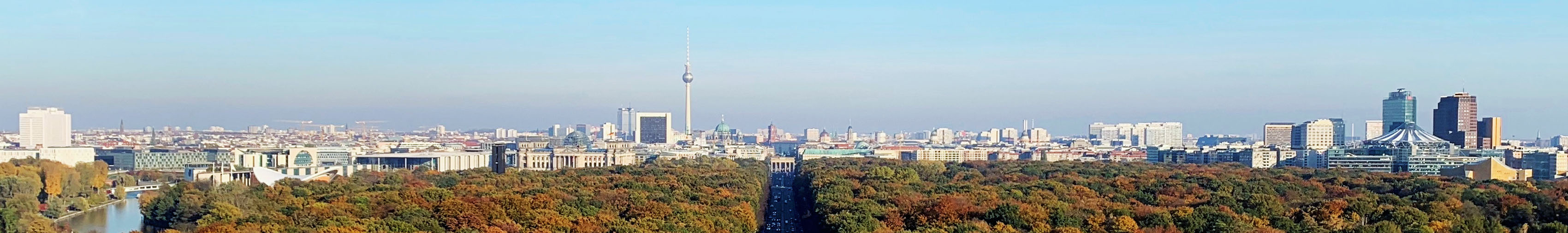
柏林全景 2021

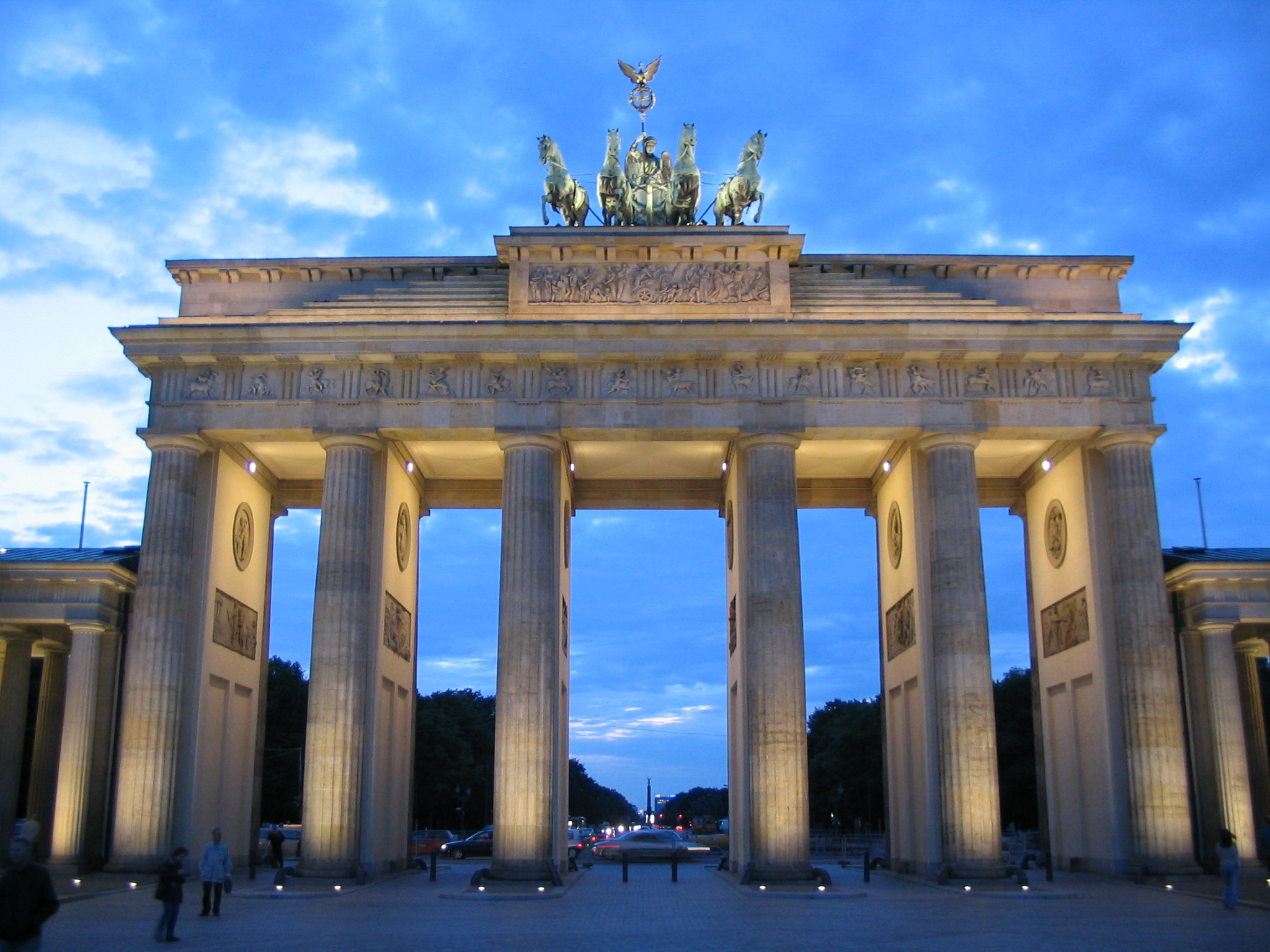
巴黎广场和勃兰登堡门

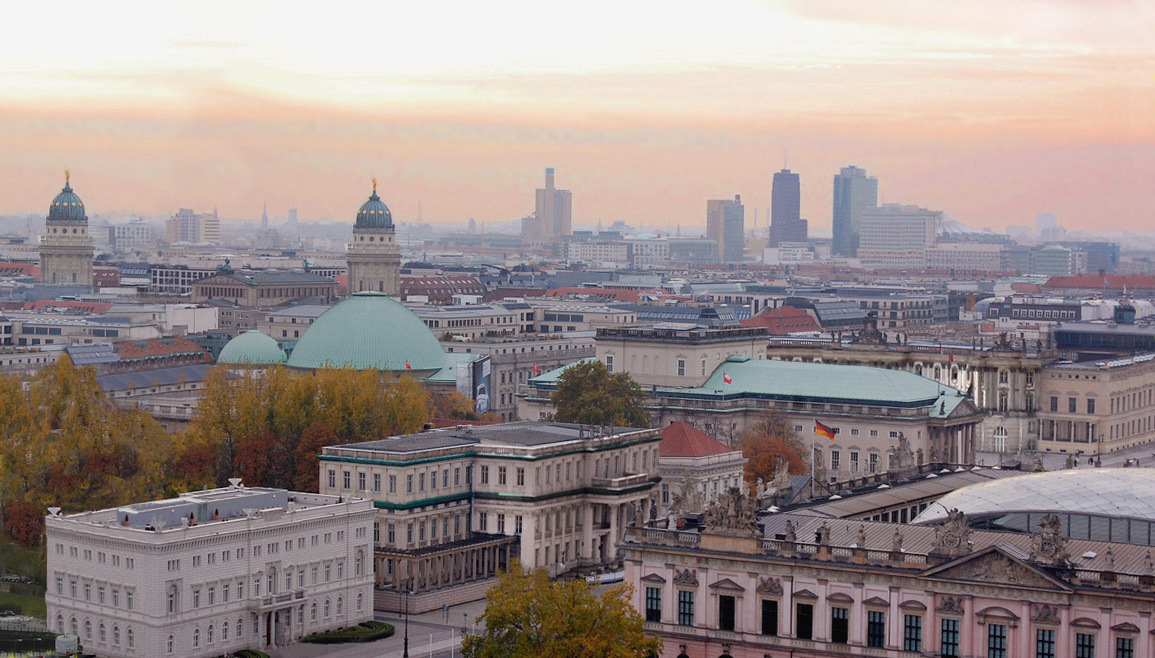
从菩提树下大街到波茨坦广场

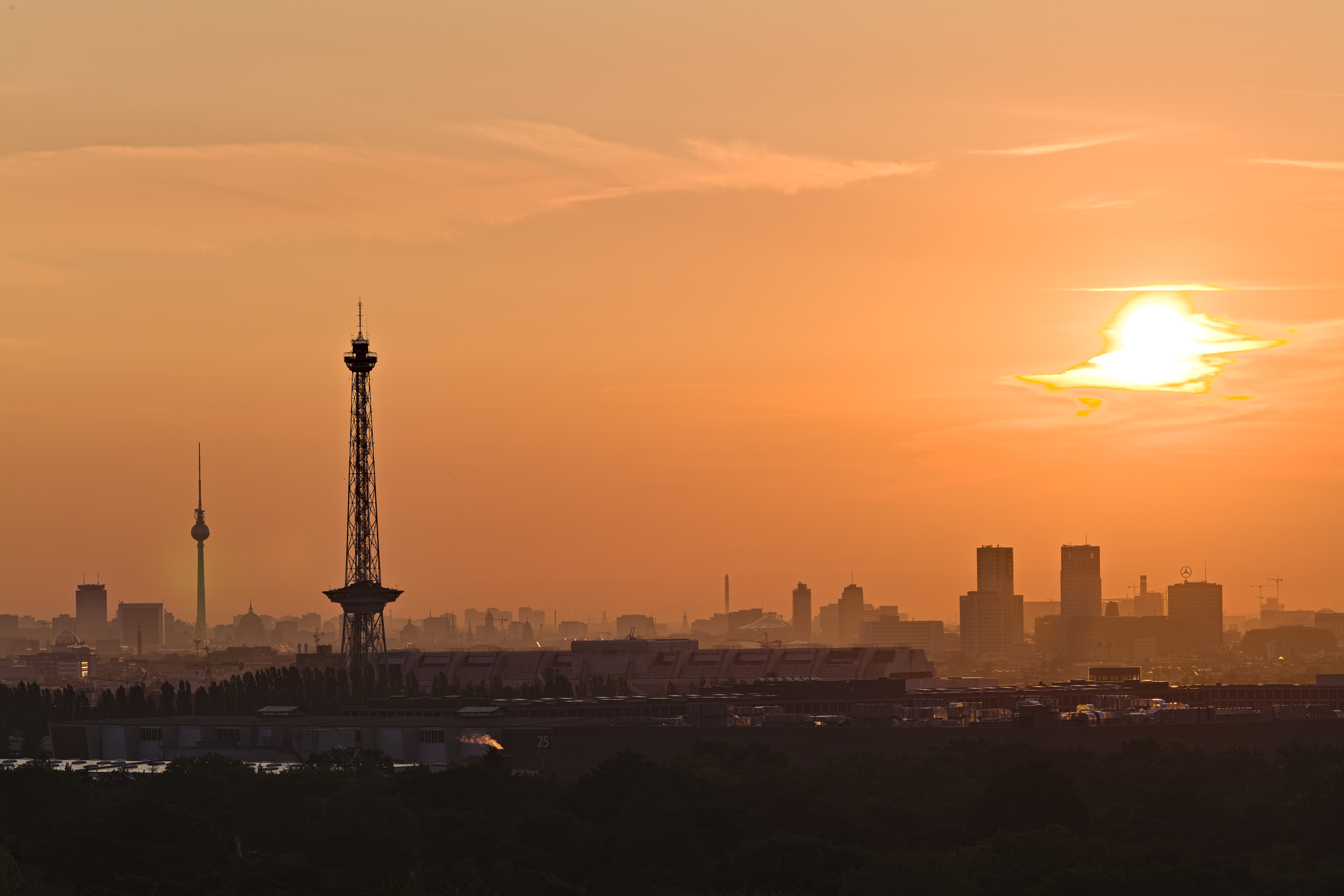
柏林全景（2020）

- 勃兰登堡门兴建于1788年至1791年，是柏林和德国的标志和结束分裂的象征。它以雅典卫城的城门作为蓝本，并在门顶上复制四马战车上的胜利女神维多利亚雕塑。在1990年10月3日两德统一之前，这里一直是东西柏林之间的边界。
- 国会大厦建于1884年－1894年，1933年2月27日在此发生国会纵火案，又在二战中遭到严重破坏，后来在1950年代修复。这座建筑在1990年代由英国建筑师诺曼·福斯特再度改建，在会议区上方设置玻璃穹顶，让市民自由进入，并可饱览城市。从1999年开始它是德国联邦议院的会址。每年有200万人步行通过其玻璃穹顶。现在国会大厦是德国第二大旅游目的地，仅次于科隆大教堂，远超过新天鹅堡。

### 广场
- 御林广场是一个新古典主义广场，其名称可追溯到拿破仑占领时期，周围是两座面貌相似的大教堂：有观景平台的法国大教堂和德国大教堂。法国大教堂在17世纪是法国区的中心。柏林音乐厅坐落在两座大教堂之间，也是柏林交响乐团的驻地。
- 波茨坦广场是柏林市中心的一个交通枢纽，从这里放射出几条大道。于1741年由普鲁士国王腓特烈·威廉一世创建。1923年从附近的开始德国广播历史。直到1940年，波茨坦广场是欧洲最繁忙的广场。在第二次世界大战盟军大轰炸之后，成为一片废墟。1961年以后又被柏林墙分割，整个地区长期没有重建，直到1995年以后从零开始[19]。经过重建后的波茨坦广场，成为集中大量的商店和餐馆的地区。
- 柏林文化广场，周围有油画馆（Gemäldegalerie）、新国家美术馆（Neue Nationalgalerie）和柏林爱乐厅。欧洲被害犹太人纪念碑，是犹太人大屠杀的纪念物，位于其北侧[20]。
- 亚历山大广场在施普雷河两道岔流环绕的博物馆岛以东，有众多商店和餐馆，近旁是368米高的柏林电视塔，为德国最高建筑物、欧盟第二高建筑物，兴建于1969年，在柏林市中心区的大部分地方都能看到它，也可以从它204米高的观景台俯瞰整个城市。
- 哈克市场（Hackescher Markt）一带是时尚文化的集中地，有无数的服装店，夜总会，酒吧，和画廊。这里有哈克庭院（Hackesche Höfe），一组建筑物周围有几个庭院，1996年前后重建。

在中心区以西，建于1785年的美景宮曾经是腓特烈二世的兄弟奥古斯特·费迪南亲王的夏季住所，现在是德国总统的正式驻地。

### 教堂
- 柏林大教堂是一座新教的大教堂，座落在博物馆岛，在柏林城市宫（Berliner Stadtschloss）遗址的对面，毗邻卢斯特花园（Lustgarten），其大型墓穴内藏有数位早期普鲁士王室成员的遗体。如同其他许多建筑一样，它也在二战中受损严重。
- 威廉皇帝紀念教堂（Kaiser-Wilhelm-Gedächtniskirche）位於选帝侯路堤东端的布赖特沙伊德广场，这座教堂兴建于1891年至1895年，在第二次世界大战中幾乎完全被毁，其残存的钟楼被特意保留下来，另外在旁边由埃贡·艾尔曼（Egon Eiermann）在1959年至1961年设计建造一座八边形的新教堂和六边形的钟楼。

### 街道

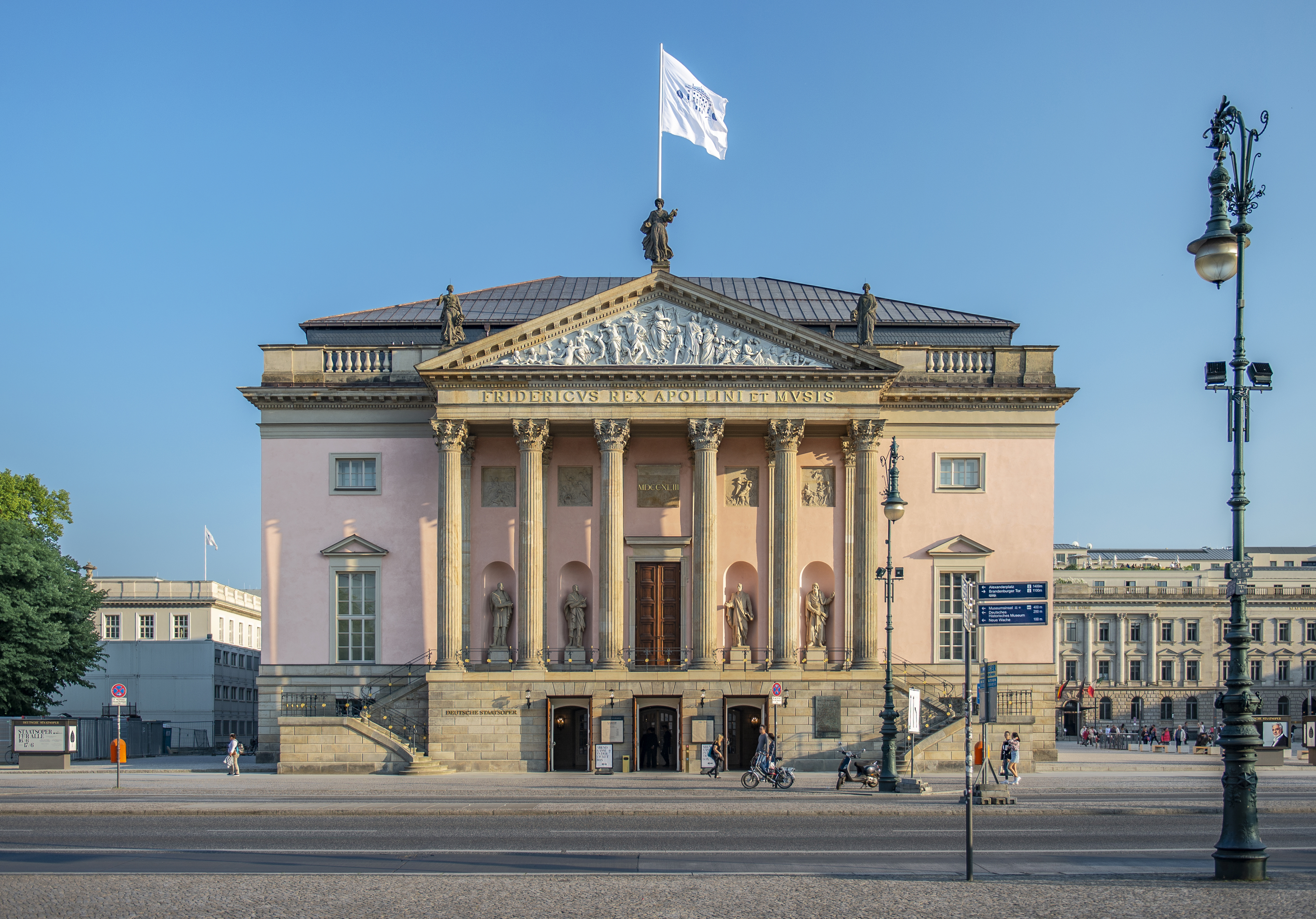
德意志国家歌剧院

- 菩提树下大街是一条东西走向的林荫大道，从西端的勃兰登堡门向东延伸到施普雷河中间的博物馆岛和柏林大教堂，曾经是柏林的首屈一指的景观长廊，许多古典建筑排列两旁，包括建于1743年的洛可可风格的德意志国家歌剧院（Deutsche Staatsoper），建于1774年至1780年的国家图书馆（Staatsbibliothek），1695年至1706年由设计的巴洛克式的前军火库，建于1747年至1773年的圣黑德维希主教座堂是天主教柏林总教区的主教座堂。在威廉·冯·洪堡的普鲁士改革进程中，于1809年成立，拥有27名诺贝尔奖得主的柏林洪堡大学的一部分也位于此处。腓特烈大街在“咆哮的二十年代”曾经是柏林的传奇街道。它结合20世纪的传统和今日柏林的现代建筑风格。
- 六月十七大街连接勃兰登堡门和广场，为柏林的东西中轴线。采用这个名称是为了纪念1953年6月17日的东柏林起义。在这条大街的中段有巨星（Großer Stern）交通环岛，中间矗立着胜利纪念柱，该柱是为了纪念普鲁士的胜利，1938至1939年从国会大厦前迁往此处。

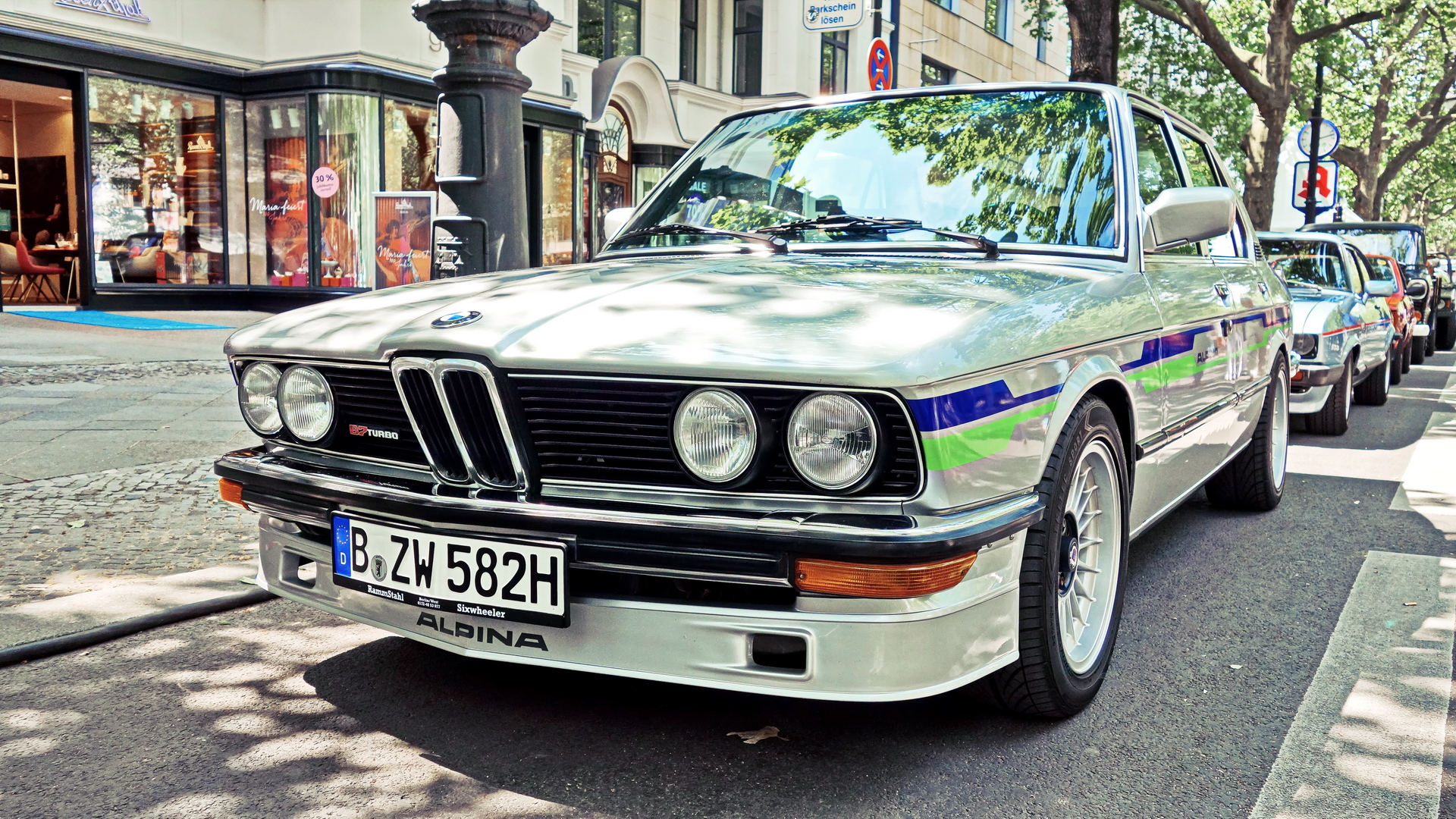
选帝侯路堤

- 歐羅巴中心（Europa-Center）楼顶上立着奔驰汽车的标志，在60年代和纪念教堂一起，是西柏林的地标，现在是一座大型的购物中心。
- 大蒂尔加滕公园（Großer Tiergarten）总面积2.1平方公里，是德国第三大、柏林第二大市内公园。公园中央的胜利纪念柱（Siegessäule）是1864年为庆祝普鲁士在普丹战争中的胜利而兴建。之后普鲁士又赢得了普奥战争（1866年）和普法战争 (1870–71)的胜利，为1873年9月2日落成的雕像赋予了新的含义。
- 选帝侯路堤（Kurfürstendamm）是柏林最著名的商业街，长3.5公里，沿街种植着四行悬铃木。商業街的兩側拥有众多的酒店，商店和餐馆，特别是一些最奢华的店铺。选帝侯路堤向东延伸的陶恩沁恩大街上有卡迪威百货大楼，它号称是欧洲大陆最大的百货公司，以及建于1963年到1965年的欧洲中心。22层高的大厦内拥有许多商店，餐馆，办公室和观景台。陶恩沁恩大街和选帝侯路堤这一带被称为“新西部”，向东北方向延伸大约三公里长，就是柏林最大的公园，蒂尔加滕公园。
- 奥拉宁堡大街在1933年以前是犹太区的中心，这里的新犹太会堂兴建于1866年，二战大轰炸中严重受损，1995年修复后再度开放，今天是研究和保护犹太文化的中心。在其北面有该市最古老的犹太公墓：柏林米特区犹太公墓。更为著名的白湖（Weissensee）犹太公墓是欧洲最大的犹太人墓地。

### 楼宇
- 舍讷贝格市政厅（Rathaus Schöneberg）位于滕佩尔霍夫-舍讷贝格区，约翰·肯尼迪就是在此发表其著名的（我是一个柏林人）的演说。
- 红色市政厅，这是一座独特的红砖建筑，前面是描绘神话场景的喷泉；还有哥特式的圣马利亚教堂。市政厅门前的一男一女两尊雕像在第二次世界大战结束时成为许多碎片。柏林东部的中心是普伦茨贝格旧区和购物街以及栗子大街（Kastanienallee）。

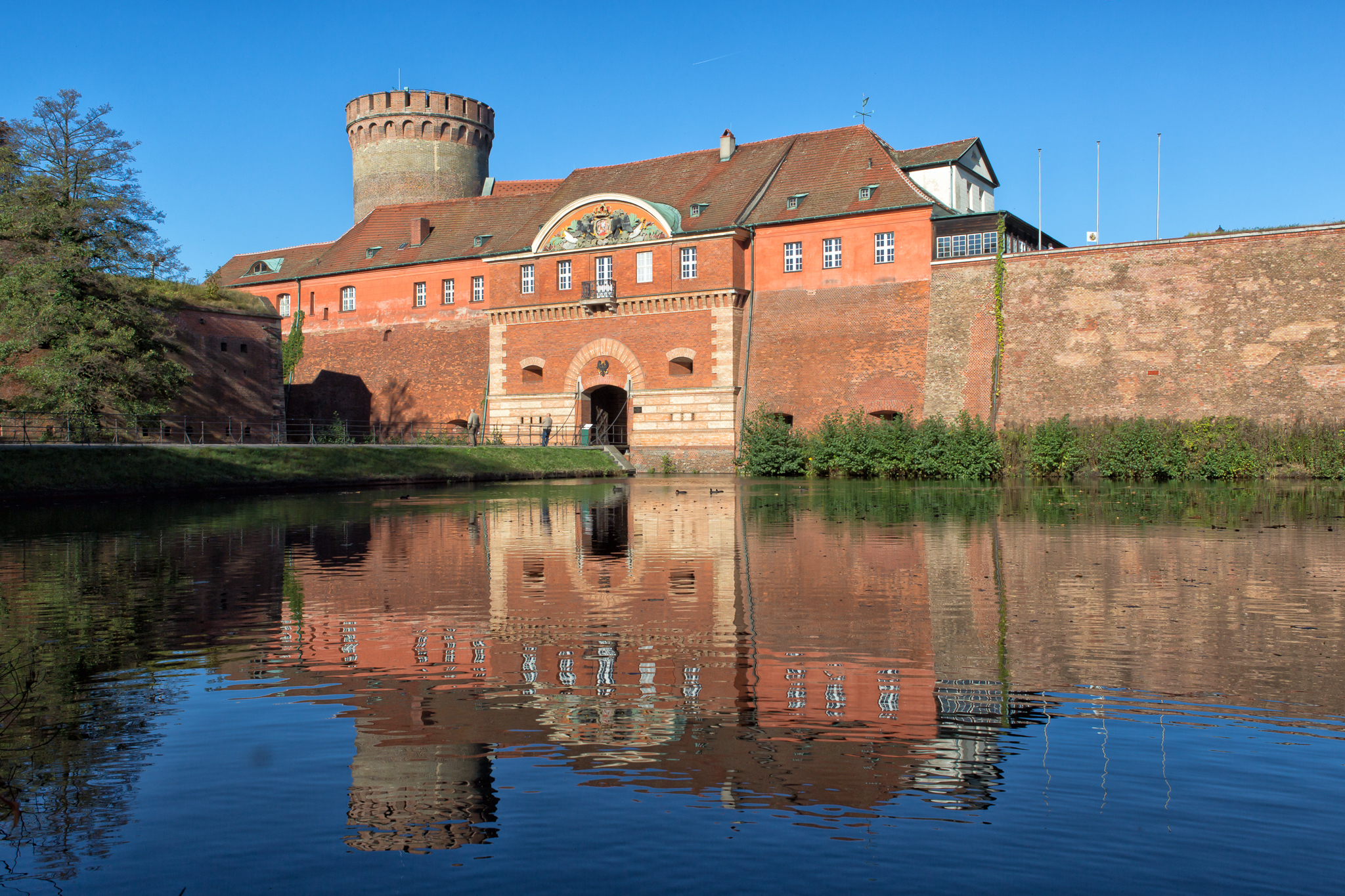
施潘道古堡

- 东边画廊是一个露天的艺术展览，直接画在残存的一部分柏林墙上。它是在历史上这座城市被分割的现存最大的证物，最近已被修复。
- 柏林奥林匹克体育场位于夏洛滕堡区，是为1936年夏季奥林匹克运动会而建。柏林广播发射塔高150米，位于夏洛滕堡区的柏林展览中心，建于1924年到1926年之间，为第三届柏林国际无线电展览会而建，很快就成柏林的一个地标。它有一个55米高的餐厅和一个126米高的观景台。夏洛滕堡宫始建于1695年，是巴洛克霍亨索伦王朝的代表，有重要的绘画收藏。它在第二次世界大战中被烧毁大半，现已重建，是柏林现存最大的历史性的宫殿。

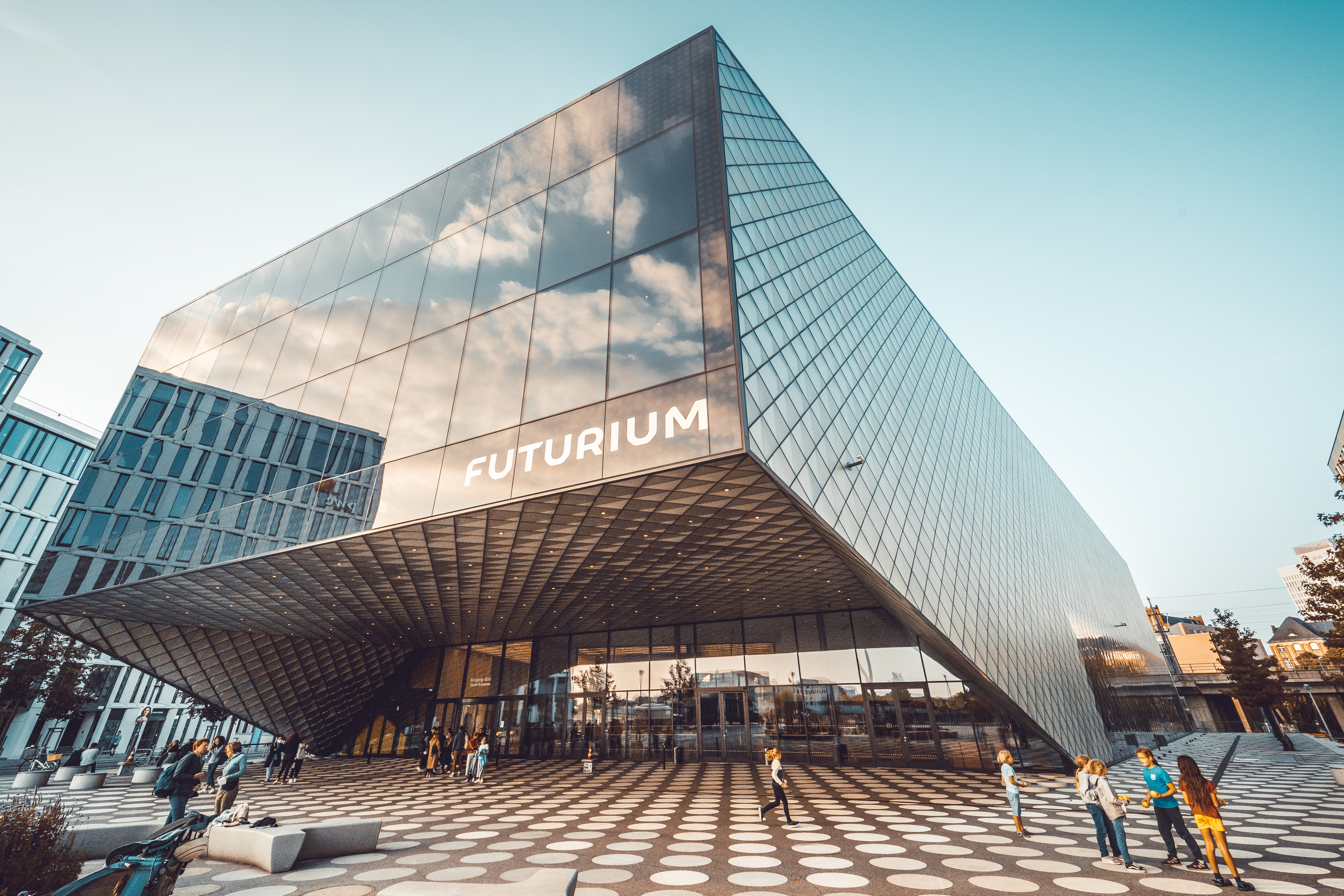
未來博物館 (Futurium)

- 施潘道古堡（Zitadelle Spandau）是一处保存完好的文艺复兴城堡，坐落在施普雷河和哈弗尔河汇流处的小岛上，最初是用来保护施潘道镇（今天柏林的一个区）；格利尼克宫（Schloß Glienicke）位于哈弗尔河上的格利尼克桥（Glienicker Brücke）附近。卡爾·弗里德里希·申克爾的泰格尔宫（Tegel，也称为洪堡宫）同样古典风格，是威廉·冯·洪堡和亚历山大·冯·洪堡兄弟成长的地方。

对于二战期间被毁的城区，在分裂时期的东西柏林分别进行各自的重建工作。在城市东部，现在的卡尔马克思大街（Karl-Marx-Allee，过去的斯大林大街）是斯大林时代社会主义古典主义风格的代表。它从亚历山大广场向东，经过施特劳斯贝格广场（Strausberger Platz），到法兰克福门（Frankfurter Tor），那里的两座塔楼受到了御林广场上两座穹顶大教堂的启发，由建筑师设计。在柏林建城750年庆祝活动期间，已被摧毁的尼古拉小区（Nikolaiviertel）按照其历史特征得到重建，其中心的尼古拉教堂是柏林最古老的教堂。
在城市的西部，则是现代建筑的空间。1957年国际化的住宅区由著名建筑师，如沃尔特·格罗佩斯、勒·柯布西耶和奥斯卡尼迈耶（Oscar Niemeyer）设计，他们的理念是“明日之城”。悬臂式屋顶的国会大厅（Kongresshalle）兴建于1957年，由美国建筑师设计，作为送给柏林的礼物。
柏林的一个特色，是在大部份城区仍然使用煤气路灯，总数超过44000盏，超过世界上其他任何城市。动物园附近是煤气路灯的露天博物馆。

## 教育
柏林是高等教育教学和研究的一大中心，共有大学40所。2021/22学年其学生数量近200,000名。同一学年柏林有近40,000名国际学生。
许多全球领先的教育机构都位于柏林。
高等教育方面，柏林有幾个比较著名的大学，以學術性質為主：有柏林大學联盟（包含1809年開設的柏林洪堡大学、1948年創立的柏林自由大学、1770年創立的柏林工业大学與柏林夏里特醫學院）。技術方面：1994建立的柏林技術與經濟應用科學大學、ESMT及BHT。藝術院校方面：1696年創立的柏林艺术大学以及汉斯·艾斯勒音乐学院。商業及法律方面：2009年設立的柏林經濟與法律應用科學大學。

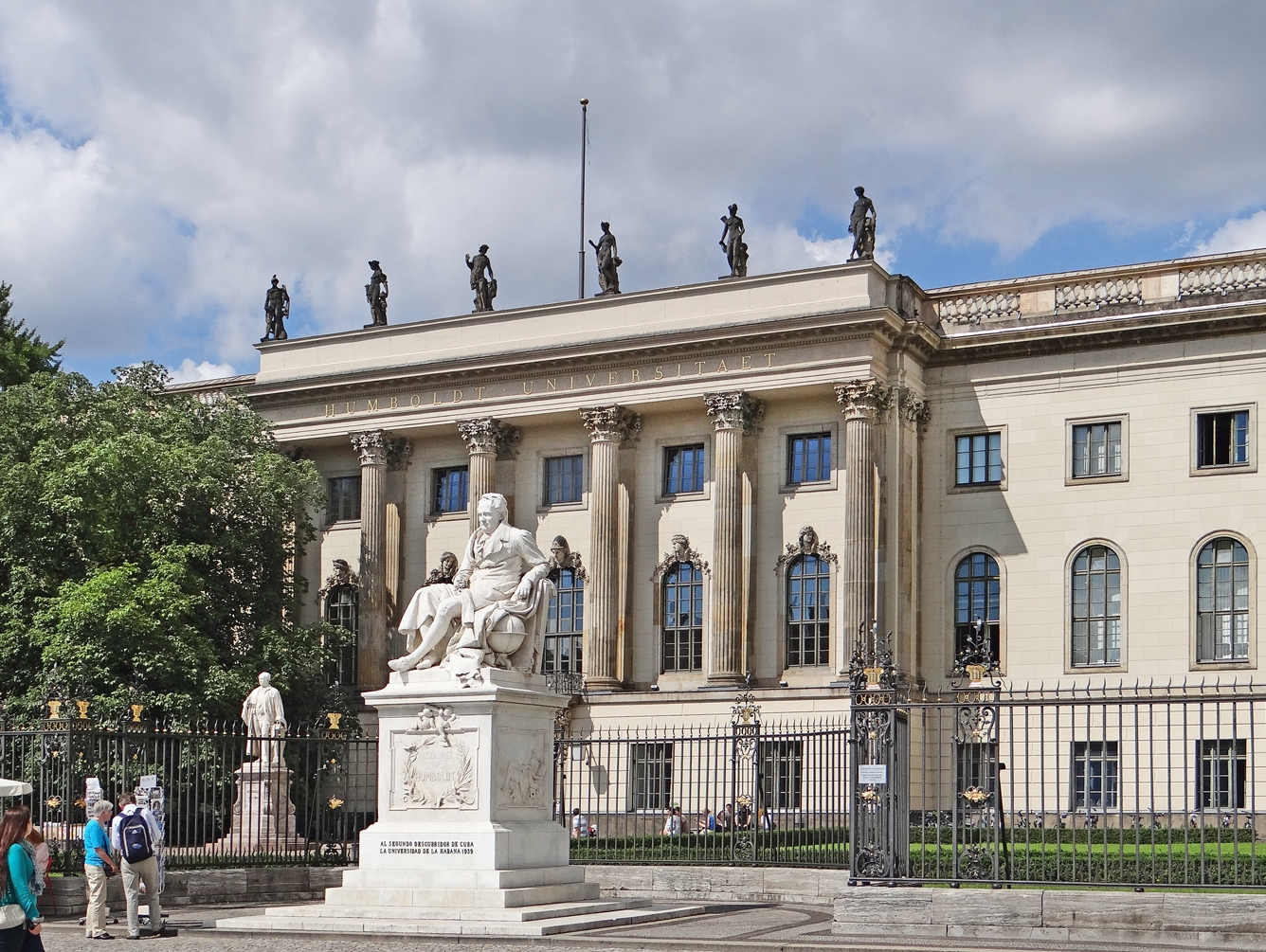
柏林洪堡大学
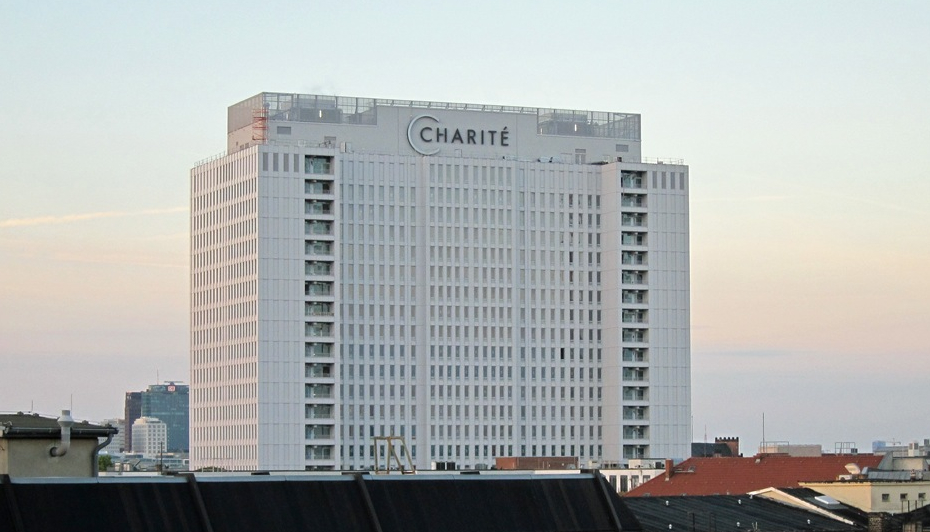
夏里特
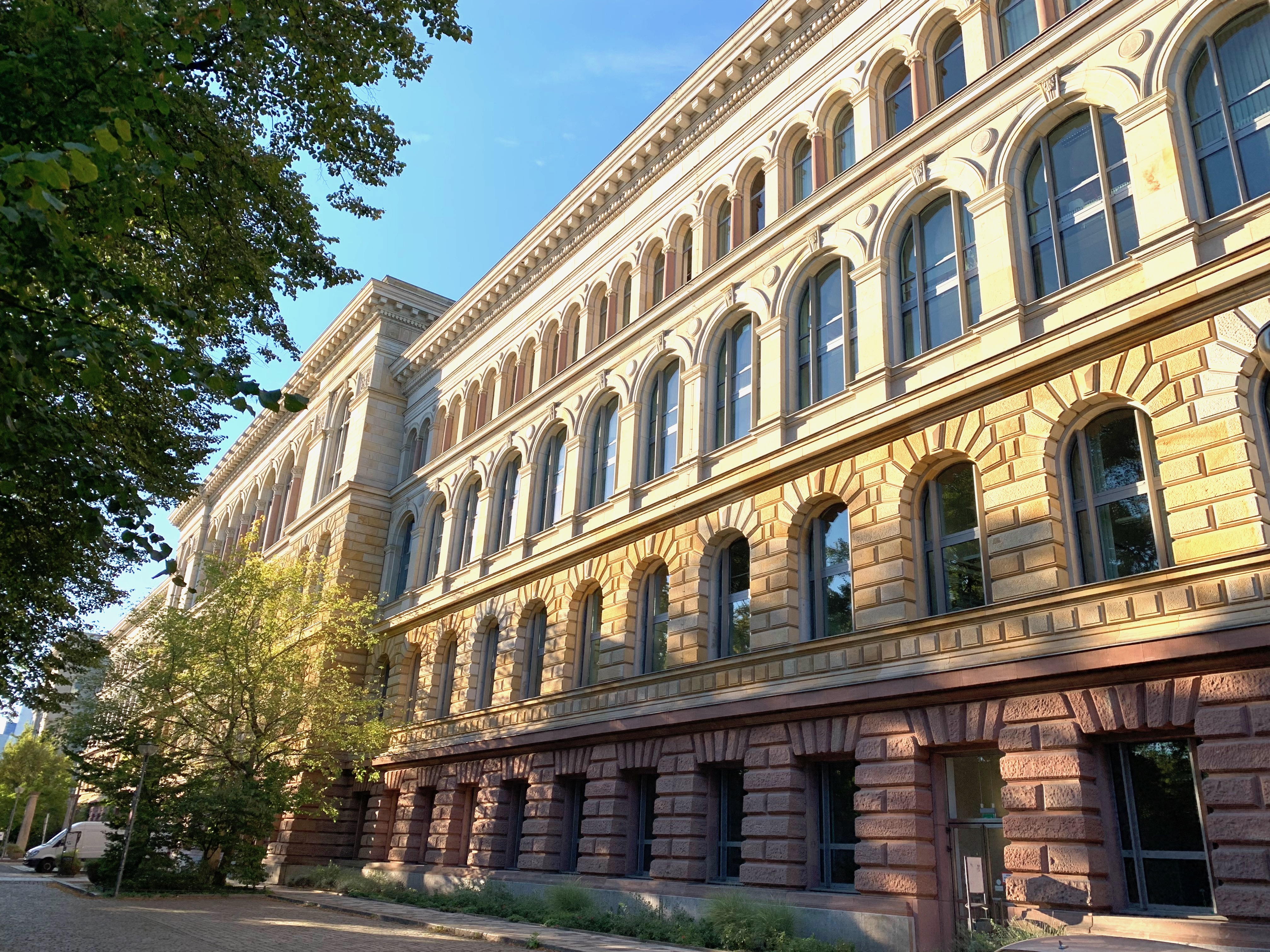
柏林工业大学
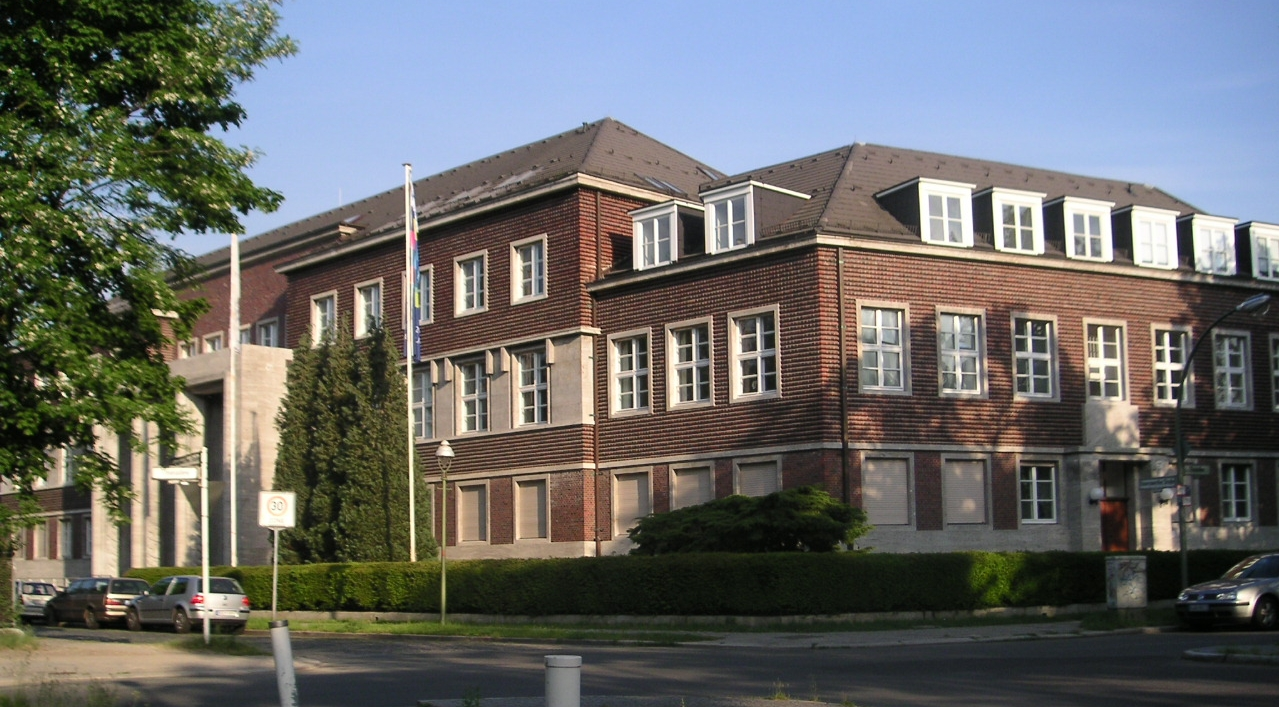
柏林自由大学

### 諾貝爾獎得主

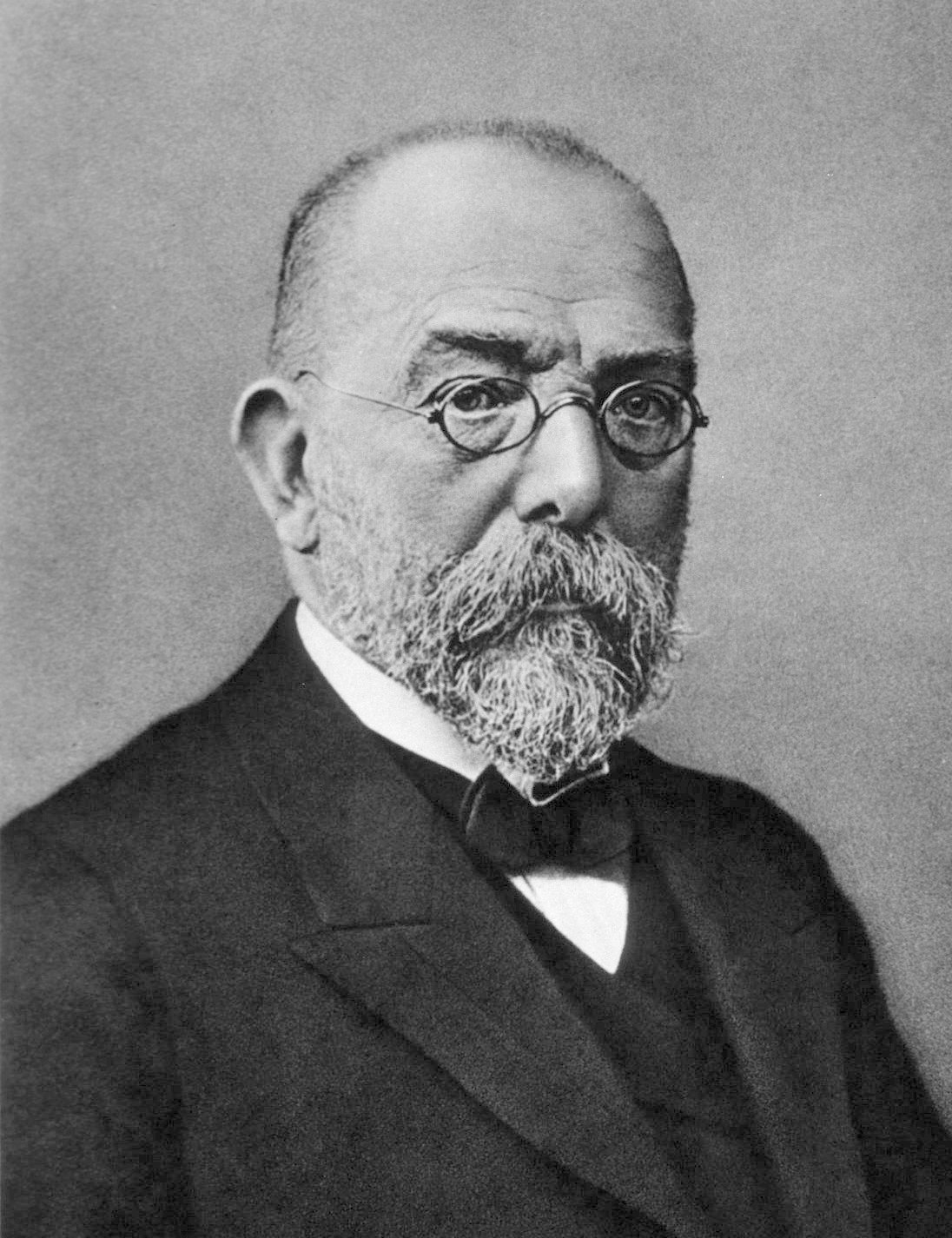
罗伯特·科赫

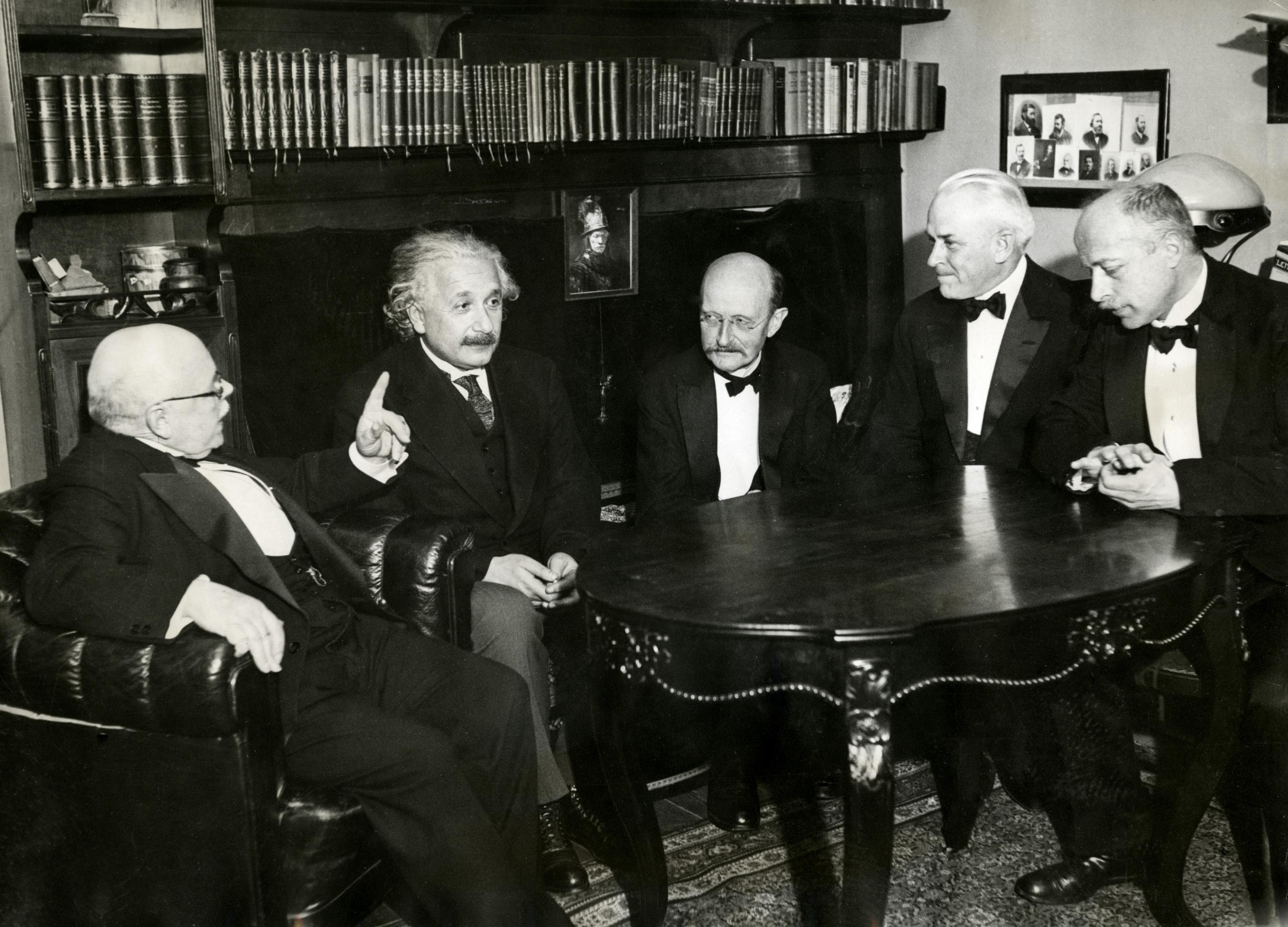
1931年11月11日，柏林的馮·勞厄家中的聚会，左起为瓦爾特·能斯特、阿尔伯特·爱因斯坦、马克斯·普朗克、羅伯特·密立根和馬克斯·馮·勞厄，1850-1950這百年是德語和德國科技的巔峰時期

| - 1901 雅各布斯·亨里克斯·范托夫 - 1901 埃米尔·阿道夫·冯·贝林 - 1902 赫尔曼·埃米尔·费歇尔 - 1902 特奥多尔·蒙森 - 1905 阿道夫·冯·拜尔 - 1905 罗伯特·科赫 - 1907 阿尔伯特·迈克耳孙 - 1907 爱德华·布赫纳 - 1908 保罗·埃尔利希 - 1909 卡尔·布劳恩 - 1910 奥托·瓦拉赫 - 1910 阿尔布雷希特·科塞尔 - 1910 保罗·海泽 - 1911 威廉·维恩 - 1914 马克斯·冯·劳厄 - 1915 里夏德·维尔施泰特 - 1918 弗里茨·哈伯 - 1918 马克斯·普朗克 - 1920 瓦爾特·能斯特 - 1921 阿尔伯特·爱因斯坦 - 1925 古斯塔夫·赫兹 - 1925 詹姆斯·弗兰克 | - 1925 里夏德·阿道夫·席格蒙迪 - 1928 阿道夫·温道斯 - 1929 汉斯·冯·奥伊勒-切尔平 - 1931 奥托·海因里希·瓦尔堡 - 1932 维尔纳·海森堡 - 1933 埃尔温·薛定谔 - 1935 漢斯·斯佩曼 - 1936 彼得·德拜 - 1939 阿道夫·布特南特 - 1944 奥托·哈恩 - 1950 库尔特·阿尔德 - 1950 奥托·迪尔斯 - 1953 弗里茨·阿尔贝特·李普曼 - 1953 汉斯·阿道夫·克雷布斯 - 1954 马克斯·玻恩 - 1956 瓦尔特·博特 - 1986 恩斯特·鲁斯卡 - 1991 伯特·薩克曼 - 1994 赖因哈德·塞尔滕 - 2007 格哈德·埃特尔 - 2009 赫塔·米勒 - 2020 埃玛纽埃勒·沙尔庞捷 |

## 名人
- 腓特烈二世（1712–1786）
- 亚历山大·冯·洪堡（1769–1856）

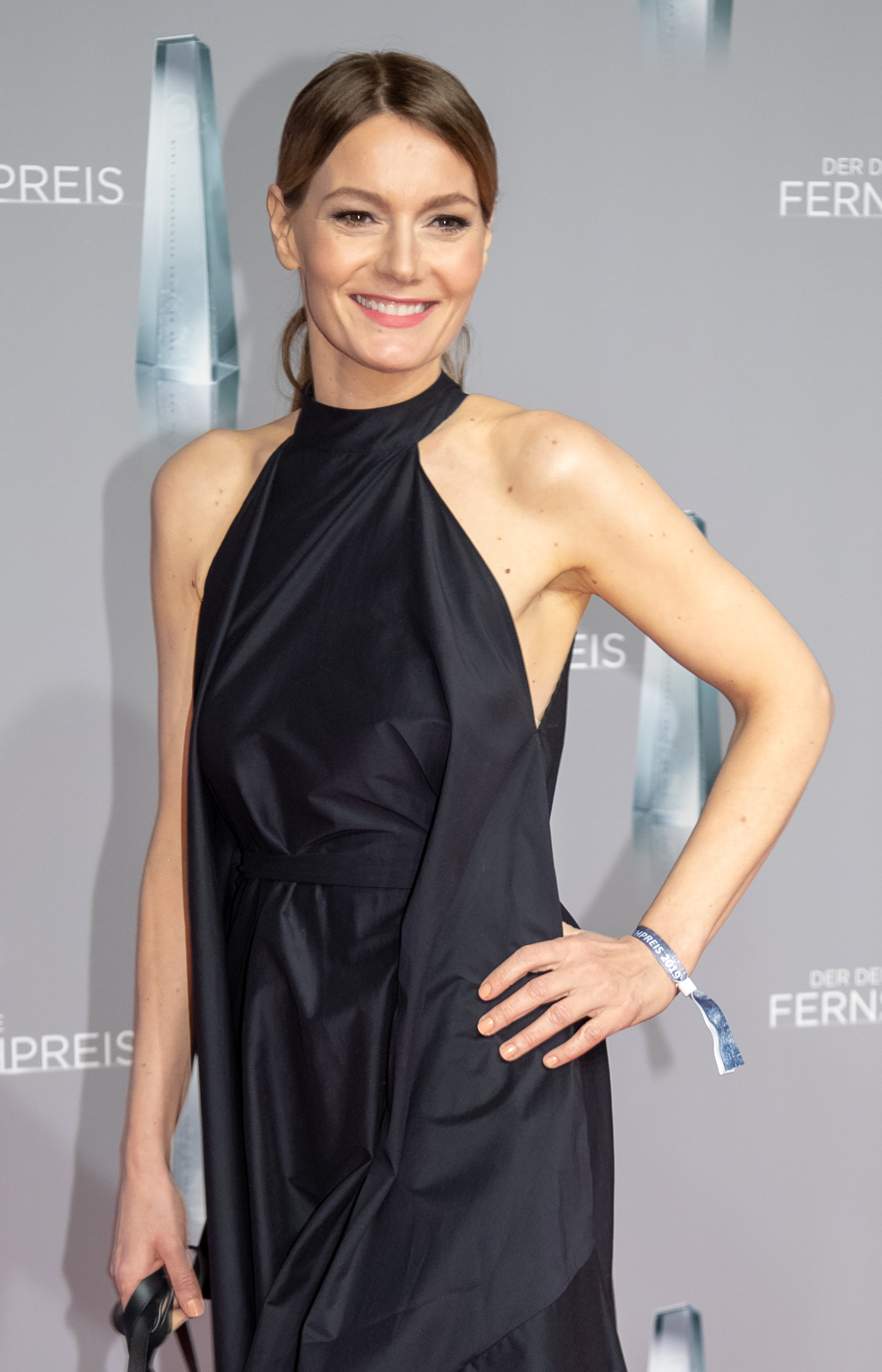
玛蒂娜·希尔

- 赫尔曼·冯·亥姆霍兹（1821–1894）
- 保罗·海泽（1830–1914）
- 马克斯·利伯曼 (1847–1935）
- 格奥尔格·齐美尔 (1858–1918）
- 库尔特·图霍尔斯基（1890–1935）
- 瓦尔特·本雅明（1892–1940）
- 瑪蓮娜·迪特利希（1901–1992）
- 康拉德·楚澤（1910–1995）
- 赫尔穆特·牛顿（1920–2004）
- 尼娜·哈根（* 1955）
- 托马斯·黑斯勒（* 1966）
- 玛蒂娜·希尔（* 1974）
- 謝洛美·保定（* 1988）
- 德国战车（1994）